# Vitesse in het seizoen 2012/13
|               | Eredivisie | KNVB beker | Europa League | Totaal |
| ------------- | ---------- | ---------- | ------------- | ------ |
| Wedstrijden   | 34         | 4          | 4             | 42     |
| Gewonnen      | 19         | 3          | 1             | 23     |
| Gelijk        | 7          | 0          | 1             | 8      |
| Verloren      | 8          | 1          | 2             | 11     |
| Thuis         | 17         | 3          | 2             | 22     |
| Uit           | 17         | 1          | 2             | 20     |
| Gele kaarten  | 44         | 1          | 7             | 52     |
| 2× gele kaart | 0          | 0          | 1             | 1      |
| Rode kaarten  | 2          | 0          | 2             | 4      |
| Doelsaldo     | +26        | +12        | −2            | +36    |
| voor          | 68         | 17         | 7             | 92     |
| tegen         | 42         | 5          | 9             | 56     |
| ‘De Nul’      | 13         | 2          | 0             | 15     |

Vitesse kwam in het seizoen 2012/2013 voor het 24e seizoen op rij uit in de hoogste klasse van het betaald voetbal, de Eredivisie. Daarnaast nam het Arnhemse elftal deel aan het toernooi om de KNVB beker en speelde het Europees voetbal om de UEFA Europa League.

## Samenvatting
Op 19 juli 2012 speelde Vitesse de eerste officiële wedstrijd van het seizoen: de uitwedstrijd tegen Lokomotiv Plovdiv in de tweede voorronde van de Europa League werd met 4–4 gelijkgespeeld. Thuis werd een week later met 3–1 gewonnen, waardoor Vitesse in de derde voorronde Anzji Machatsjkala trof. Op 2 augustus verloor Vitesse de uitwedstrijd tegen Anzji met 2–0 en een week later verloor Vitesse opnieuw met 2–0, waardoor Vitesse uitgeschakeld was in de Europa League.
In de Eredivisie eindigde Vitesse met 64 punten op de 4e plaats en Wilfried Bony werd met 31 doelpunten de topscorer uit de competitie. Vitesse plaatste zich met de behaalde 4e plaats voor Europees voetbal om de Europa League; Vitesse zou in de derde voorronde instromen.

Bij de competitiewedstrijden bezochten gemiddeld 18.462 toeschouwers Vitesse in GelreDome.
Vitesse startte het toernooi om de KNVB beker met winst in de tweede ronde tegen VV Gemert en in de derde ronde won Vitesse van VV Staphorst. In de achtste finale trof Vitesse ADO '20 thuis op 19 december 2012: winst met 10–1 was het resultaat. In de kwartfinale speelde Vitesse op 31 januari 2013 thuis (in het Univé Stadion, Emmen) tegen Ajax; Vitesse verloor met 0–4 en was daardoor uitgeschakeld.
Op 28 februari 2013 overleed Mister Vitesse Theo Bos op 47-jarige leeftijd.

### Voorbereiding
Voor de start van het seizoen op 1 juli vonden er verschillende wijzigingen plaats in de staf van het eerste elftal en in de directie van de club. Uit de staf vertrok trainer Van den Brom naar RSC Anderlecht; daarnaast werd een nieuwe clubarts en een fysiotherapeut aangetrokken. Uit de directie vertrok de commercieel directeur Marie-José Helle en de algemeen directeur Paul van der Kraan; Erwin Kasakowski werd aangesteld als interim-directeur. Bert Roetert, de voorzitter uit het stichtingsbestuur, stapte op en werd vervangen door Kees Bakker.
Op 25 juni lootte Vitesse het Bulgaarse Lokomotiv Plovdiv als tegenstander in de tweede voorronde van de Europa League.
Op 1 juli vond de eerste training van het seizoen plaats onder toeziend oog van meer dan 2000 supporters, waarbij Fred Rutten als nieuwe trainer gepresenteerd werd. In totaal waren 20 spelers aanwezig op het veld; keepers Room en Velthuizen, verdedigers Büttner, Kalas, Kasjia, Van der Struijk en Yasuda, middenvelders Van Ginkel, Van der Heijden, Hofs, Pröpper en Vink, aanvallers Tsjantoeria, Darri, Ibarra, Lieder, Qazaishvili en Reis en de beloften-spelers Berends en Van de Streek.
In de eerste trainingsweek voegde Ismaïl Aissati zich bij de selectie; de clubloze speler trainde mee om zijn conditie op peil te houden. Tomáš Kalas vertrok voor een trainingsperiode van 9 dagen naar Chelsea FC. In de loop van de week trainden ook Marko Meerits en Wilfried Bony weer mee.
Op 5 juli lootte Vitesse de amateurs van VV Gemert of VVSB in de tweede ronde van de KNVB beker.
Aan het einde van de week meldde Vitesse dat Alexander Büttner zou vertrekken naar het Engelse Southampton FC. Büttner speelde nog wel mee in de met 0–7 gewonnen oefenwedstrijd tegen Vv de Bataven.
Aan het begin van de tweede trainingsweek meldde Mike Havenaar zich weer op het trainingsveld. Vitesse vertrok op 10 juli naar Noord-Brabant voor een trainingskamp; op de eerste dag won Vitesse een oefenduel met 0–11 van VV De Valk. Patrick van Aanholt kwam voor een nieuwe verhuurperiode bij Vitesse, terwijl eerder sprake was van een vertrek. Simon Cziommer voegde zich bij de selectie en trainde mee om zijn conditie op peil te houden. Op 12 juli won Vitesse met 1–6 van Wilhelmina '08, waarbij ook de teruggekeerde Kalas meespeelde.
Op 14 juli vond een oefenduel achter gesloten deur plaats: Vitesse won met 2–3 van FC Den Bosch.
De derde trainingsweek begon met het maken van de nieuwe selectiefoto's, waarbij ook Aissati deelnam. Een contract voor Aissati leek aanstaande, maar werd nog niet definitief. Ondertussen leek de transfer van Büttner naar Southampton FC voorlopig niet door te gaan. Van der Sman trainde als vierde keeper mee met de selectie.
Op woensdag vertrok de selectie naar Bulgarije voor de eerste Europa League wedstrijd, tegen Lokomotiv Plovdiv. Aissati en Büttner gingen niet mee, Van de Streek miste het vliegtuig. De wedstrijd eindigde in een 4–4 gelijkspel. Op vrijdag keerde de selectie weer terug naar Nederland, terwijl in Nyon de loting voor de derde voorronde van de Europa League plaatsvond.
In de vierde trainingsweek ketste de transfer van Aissati naar Vitesse definitief af. Büttner trainde mee bij de beloften en stond ondertussen bij onder andere Hannover 96 in de interesse. Bij het eerste elftal trainde Mathew Morais mee, een 20-jarige verdediger afkomstig van FC Dordrecht; hij tekende woensdag 25 juli een eenjarig contract. Op 26 juli won Vitesse de Europa League return thuis tegen Lokomotiv Plovdiv met 3–1.
Op 29 juli vond de jaarlijkse Fandag plaats, sinds 2009 in de binnenstad van Arnhem.
In de vijfde trainingsweek bezocht Anthony Annan de training van Vitesse als toeschouwer, waarbij gespeculeerd werd over zijn terugkeer. Op 31 juli tekende Simon Cziommer een contract voor één seizoen, hij trainde al een week of drie mee met de selectie.
Op woensdag vertrok Vitesse zonder Hofs, Meerits en Kalas naar Moskou; een dag later ging de Europa League uitwedstrijd tegen Anzji Machatsjkala met 2–0 verloren.
Op 3 augustus kwam definitief naar buiten dat oud-Vitessenaar Theo Janssen in de belangstelling stond van Vitesse.
In de zesde en laatste trainingsweek voor de start van de competitie keerde Marcus Pedersen terug op het trainingsveld, na een verhuurperiode bij Vålerenga IF. Pedersen sloot echter aan bij de beloften en niet bij de selectie van het eerste elftal omdat zijn toekomst nog onduidelijk was.
De verdediger Dan Mori uit Israël trainde wel mee bij de A-selectie, hij is op proef.
Op 9 augustus verloor Vitesse met 0–2 van Anzji Machatsjkala; Vitesse was hierdoor uitgeschakeld in de Europa League.
Theo Janssen leek terug te keren bij Vitesse, maar niet vóór de seizoensopening tegen ADO Den Haag.

### Competitie / Competitieseizoen
Eredivisie, verloop punten en stand:
| Speelronde         | 01 | 02 | 03 | 04 | 05 | 06 | 07 | 08 | 09 | 10 | 11 | 12 | 13 | 14 | 15 | 16 | 17 | 18 | 19 | 20 | 21 | 22 | 23 | 24 | 25 | 26 | 27 | 28 | 29 | 30 | 31 | 32 | 33 | 34 | Eindstand |
| ------------------ | -- | -- | -- | -- | -- | -- | -- | -- | -- | -- | -- | -- | -- | -- | -- | -- | -- | -- | -- | -- | -- | -- | -- | -- | -- | -- | -- | -- | -- | -- | -- | -- | -- | -- | --------- |
| Punten, speelronde | 1  | 3  | 3  | 3  | 3  | 1  | 3  | 1  | 3  | 0  | 3  | 1  | 3  | 3  | 3  | 0  | 1  | 0  | 0  | 3  | 0  | 1  | 3  | 3  | 3  | 3  | 3  | 3  | 3  | 1  | 0  | 3  | 0  | 0  | Eindstand |
| Punten, totaal     | 1  | 4  | 7  | 10 | 13 | 14 | 17 | 18 | 21 | 21 | 24 | 25 | 28 | 31 | 34 | 34 | 35 | 35 | 35 | 38 | 38 | 39 | 42 | 45 | 48 | 51 | 54 | 57 | 60 | 61 | 61 | 64 | 64 | 64 | 64        |
| Stand              | 5  | 5  | 3  | 2  | 2  | 2  | 2  | 3  | 3  | 3  | 3  | 3  | 3  | 3  | 2  | 2  | 4  | 5  | 5  | 4  | 6  | 5  | 5  | 4  | 4  | 4  | 4  | 3  | 3  | 2  | 4  | 4  | 4  | 4  | 4         |

Juli 2012 - Europa League

Augustus 2012 - Europa League, Eredivisie, overig

September 2012 - Eredivisie, KNVB beker, overig

Oktober 2012 - Eredivisie, KNVB beker, overig

November 2012 - Eredivisie, overig

December 2012 - Eredivisie, KNVB beker, overig

Januari 2013 - Eredivisie, KNVB beker, overig

Februari 2013 - Eredivisie, overig

Maart 2013 - Eredivisie, overig

April 2013 - Eredivisie, overig

Mei 2013 - Eredivisie, overig

### Tenue

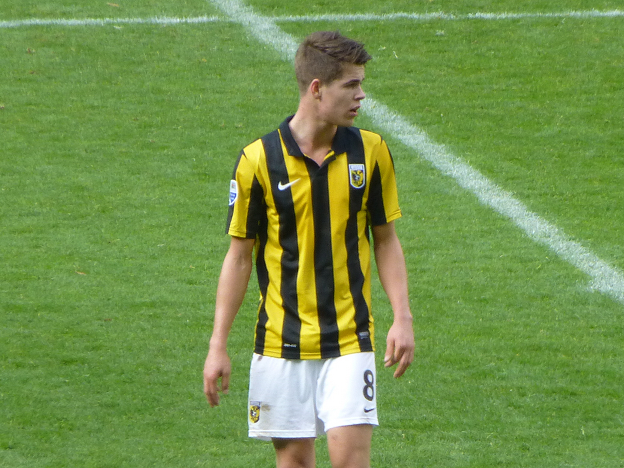
Marco van Ginkel in het thuis-tenue

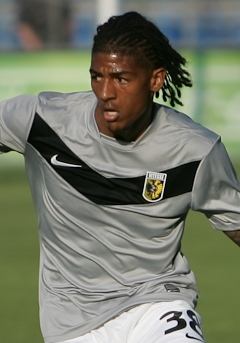
Patrick van Aanholt in het uit-tenue (met witte broek)

Na drie seizoenen in een tenue van Klupp, startte Vitesse dit seizoen in een tenue van Nike. Vanwege de korte termijn waarin het tenue samengesteld moest worden is gebruikgemaakt van ontwerpen uit de standaard Nike-collectie, waaronder de "Inter Stripe III" in het geel/zwart als thuis-shirt en de "Victory" in het zilvergrijs als uit-shirt. Keepers droegen het "Park IV" shirt, meestal in het groen of paars en een enkele keer de zwarte of witte variant.
| thuis | uit | keeper thuis | keeper uit | airborne |

- Thuis-tenue

Het thuis-shirt met de geel/zwarte banen had weer een zwarte baan in het midden, een gespiegeld patroon ten opzichte van het vorige seizoen; de banen liepen door over de mouwen. Op de rug een groot zwart vlak voor rugnummer en andere opdruk. Het shirt werd gedragen met effen witte broek en sokken.
Het "thuis"-tenue werd ook bij enkele uitwedstrijden gedragen, tegen: Lokomotiv Plovdiv, PEC Zwolle (*), Willem II (*), FC Groningen (*), FC Utrecht, PSV (met zwarte sokken), sc Heerenveen (met zwarte broek), NEC en FC Twente. (*) = met zwarte broek en sokken.
- Uit-tenue

Het uit-shirt was zilvergrijs met een zwarte "V". Het shirt werd gedragen in combinatie met een zwarte broek met twee witte strepen en zwarte sokken.
- Opdruk

Vanaf de eerste oefenwedstrijd stonden de spelersnamen op het shirt, boven het rugnummer. De spelersnummers stonden niet alleen op de rug, maar ook op de broek.

Er werd het gehele seizoen zonder shirtsponsor gespeeld.
- Airborne

De thuiswedstrijd op 22 september 2012 tegen Heracles Almelo stond in het teken van de jaarlijkse Airborne herdenking, de 68e herdenking van de Slag om Arnhem. De Vitesse-spelers droegen maroon-rood/blauw gestreepte shirts (Nike "Energy"), met maroon-rode broek en sokken. De shirts hadden aanvullend op het reguliere shirt het Airborne-logo midden op de borst en achterop de tekst "No Bridge Too Far" onder het rugnummer. De complete tenues werden geveild waarbij de opbrengst volledig ten goede kwam aan de Vitesse Voetbal Academie; de opbrengst is ruim 11.000 euro. Op 26 september werden de shirts ook gedragen in de bekerwedstrijd uit tegen VV Gemert, ditmaal met witte broek en sokken.
In de uitwedstrijd tegen Heracles Almelo op 23 februari 2013 werd wederom het Airborne-tenue gedragen omdat de reguliere thuis- en uit-tenues waren afgekeurd; het Airborne-logo en de tekst "No Bridge Too Far" ontbraken nu.

## Staf eerste elftal 2012/13
- Voorafgaand aan het nieuwe seizoen vertrok hoofdtrainer John van den Brom naar RSC Anderlecht.[2] Fred Rutten werd aangetrokken als nieuwe hoofdtrainer; zijn presentatie viel samen met de eerste training op 1 juli 2012.[9]
- Fysiotherapeut Han van den Berg nam na 18 jaar bij Vitesse afscheid; zijn vervanger was Jos Kortekaas die al eerder voor Vitesse gewerkt had.[108]
- Clubarts Leo Heere zou zijn functie niet meer (voltijds) uitoefenen vanwege zijn naderende pensionering; hij werd per 1 juli 2012 vervangen door Edwin Goedhart.[3] Omdat Vitesse Goedhart aan de KNVB verhuurde in de periodes dat het nationale elftal speelde, viel Heere nog wel af en toe in.[61]
- Terry Peters werd voorafgaand aan het seizoen aan de staf toegevoegd als loop- en coördinatietrainer/conditietrainer.[3] Hij vervulde deze functie al parttime maar werd nu fulltime aangesteld.[61]
- Op 10 juli meldde Vitesse dat Patrick Greveraars aan de staf werd toegevoegd.[109] Hij werd de derde assistent onder coach Rutten.
- Per 1 augustus werd René Eijkelkamp als spitsentrainer aan de staf toegevoegd.[110] Hij vervulde deze functie op parttime basis.[61]

Overzicht trainersstaf
|                    | Naam                  | Functie                  | Contract tot |
| ------------------ | --------------------- | ------------------------ | ------------ |
| Vlag van Nederland | Fred Rutten           | Hoofdtrainer/Coach       | 30 juni 2013 |
| Vlag van Nederland | Stanley Menzo         | Assistent-trainer        | 30 juni 2014 |
| Vlag van Spanje    | Albert Capellas Herms | Assistent-trainer        | 30 juni 2014 |
| Vlag van Nederland | Patrick Greveraars    | Assistent-trainer        | 30 juni 2013 |
| Vlag van Nederland | Raimond van der Gouw  | Keeperstrainer           | 30 juni 2013 |
| Vlag van Nederland | Terry Peters          | Loop- en conditietrainer | ?            |
| Vlag van Nederland | René Eijkelkamp       | Spitsentrainer           | 30 juni 2013 |

Overige staf
|                    | Naam              | Functie              |
| ------------------ | ----------------- | -------------------- |
| Vlag van Nederland | Edwin Goedhart    | Hoofd medische zaken |
| Vlag van Nederland | Jos Kortekaas     | Fysiotherapeut       |
| Vlag van Nederland | Gerard Verwaaijen | Masseur              |
| Vlag van Brazilië  | Eduardo Santos    | Masseur / EPI        |
| Vlag van Nederland | Marco Kamphuis    | Materiaalman         |
| Vlag van Nederland | Wim Janssen       | Teammanager          |

## Selectie in het seizoen 2012/13
Tot de selectie 2012/13 worden alle spelers gerekend die gedurende (een deel van) het seizoen tot de selectie van het eerste elftal hebben behoord volgens Vitesse.nl, dus ook als ze bijvoorbeeld geen wedstrijd gespeeld hebben of tijdens het seizoen zijn vertrokken naar een andere club. De spelers van Jong Vitesse worden hier ook tot de selectie gerekend, als ze bij minimaal 1 officiële wedstrijd van het eerste elftal tot de wedstrijdselectie behoorden.

### Selectie
| Nr.             |                    | Naam                          | Contract        | Geboortedatum     | Seizoen         | Vorige club                | Debuut            |
| Doelverdediging | Doelverdediging    | Doelverdediging               | Doelverdediging | Doelverdediging   | Doelverdediging | Doelverdediging            | Doelverdediging   |
| --------------- | ------------------ | ----------------------------- | --------------- | ----------------- | --------------- | -------------------------- | ----------------- |
| 17.             | Vlag van Nederland | Nick Hengelman                | 2013            | 25 november 1989  | 1e              | AGOVV Apeldoorn            | -                 |
| 21.             | Vlag van Estland   | Marko Meerits                 | 2014            | 16 april 1992     | 2e              | FC Flora Tallinn           | 7 augustus 2011   |
| 01.             | Vlag van Nederland | Eloy Room                     | 2015            | 6 februari 1989   | 5e              | Eigen jeugd                | 8 maart 2009      |
| 22.             | Vlag van Nederland | Piet Velthuizen               | 2016            | 3 november 1986   | 7e              | Hércules Alicante          | 31 december 2006  |
| Verdediging     |                    |                               |                 |                   |                 |                            |                   |
| 38.             | Vlag van Nederland | Patrick van Aanholt           | 2013            | 29 augustus 1990  | 2e              | Chelsea FC                 | 27 januari 2012   |
| 25.             | Vlag van Servië    | Nikola Aksentijević           | 2013            | 9 maart 1993      | 1e              | FK Partizan                | -                 |
| 32.             | Vlag van Nederland | Just Berends *1               | 2014            | 24 maart 1992     | 1e              | AGOVV Apeldoorn            | -                 |
| 23. (4.)        | Vlag van Nederland | Jan-Arie van der Heijden      | 2015            | 3 maart 1988      | 2e              | Ajax                       | 20 augustus 2011  |
| 02.             | Vlag van Tsjechië  | Tomáš Kalas                   | 2013            | 15 mei 1993       | 2e              | Chelsea FC                 | 17 september 2011 |
| 37.             | Vlag van Georgië   | Goeram Kasjia                 | 2016            | 7 april 1987      | 3e              | FC Dinamo Tbilisi          | 18 september 2010 |
| 03.             | Vlag van Israël    | Dan Mori                      | 2015            | 8 november 1988   | 1e              | Bnei Jehoeda Tel Aviv      | 16 september 2012 |
| 33.             | Vlag van Brazilië  | Anderson Santos da Vitória *1 | 2015            | 10 juni 1992      | 2e              | CR Flamengo                | -                 |
| 06.             | Vlag van Nederland | Frank van der Struijk         | 2014            | 28 maart 1985     | 5e              | Willem II                  | 29 augustus 2008  |
| 16.             | Vlag van Japan     | Michihiro Yasuda              | 2013            | 20 december 1987  | 3e              | Gamba Osaka                | 22 januari 2011   |
| Middenveld      |                    |                               |                 |                   |                 |                            |                   |
| 15.             | Vlag van Duitsland | Simon Cziommer                | 2013            | 6 november 1980   | 1e              | Red Bull Salzburg          | 2 augustus 2012   |
| 08.             | Vlag van Nederland | Marco van Ginkel              | 2015            | 1 december 1992   | 4e              | Eigen jeugd                | 9 april 2010      |
| 07.             | Vlag van Nederland | Nicky Hofs                    | 2013            | 17 mei 1983       | 8e              | AEL Limassol               | 27 januari 2002   |
| 05.             | Vlag van Nederland | Theo Janssen                  | 2015            | 27 juli 1981      | 11e             | Ajax                       | 9 december 1998   |
| 10.             | Vlag van Nederland | Davy Pröpper                  | 2014            | 2 september 1991  | 4e              | Eigen jeugd                | 17 januari 2010   |
| 34.             | Vlag van Nederland | Sander van de Streek *1       | 2014            | 24 maart 1993     | 2e              | SDV Barneveld              | -                 |
| 39.             | Vlag van Nederland | Wimilio Vink                  | 2014            | 13 september 1993 | 2e              | Eigen jeugd                | 26 augustus 2011  |
| Aanval          |                    |                               |                 |                   |                 |                            |                   |
| 09.             | Vlag van Ivoorkust | Wilfried Bony                 | 2015            | 12 oktober 1988   | 3e              | Sparta Praag               | 20 februari 2011  |
| 11.             | Vlag van Georgië   | Giorgi Tsjantoeria            | 2014            | 11 april 1993     | 2e              | FC Saboertalo              | 7 augustus 2011   |
| 44.             | Vlag van Nederland | Brahim Darri *2               | 2016            | 14 september 1994 | 2e              | Eigen jeugd                | 13 augustus 2011  |
| 14.             | Vlag van Japan     | Mike Havenaar                 | 2014            | 20 mei 1987       | 2e              | Ventforet Kofu             | 22 januari 2012   |
| 30.             | Vlag van Ecuador   | Renato Ibarra                 | 2014            | 20 januari 1991   | 2e              | Club Deportivo El Nacional | 27 november 2011  |
| 20.             | Vlag van Frankrijk | Gaël Kakuta                   | 2013            | 21 juni 1991      | 1e              | Chelsea FC                 | 26 september 2012 |
| 29.             | Vlag van Nederland | Mart Lieder                   | 2013            | 1 mei 1990        | 2e              | VPV Purmersteijn           | 22 januari 2012   |
| 19.             | Vlag van Noorwegen | Marcus Pedersen               | 2014            | 8 juni 1990       | 3e              | Vålerenga IF               | 24 oktober 2010   |
| 18.             | Vlag van Georgië   | Valeri Qazaishvili            | 2014            | 29 januari 1993   | 2e              | Sioni Bolnisi              | 27 november 2011  |
| 13.             | Vlag van Brazilië  | Jonathan Reis                 | 2016            | 6 juni 1989       | 2e              | PSV                        | 22 januari 2012   |

0*1: Speler maakte deel uit van de selectie van Jong Vitesse, maar zat dit seizoen wel bij minimaal 1 officiële wedstrijd van het eerste elftal op de bank.

0*2: Darri werd gedurende het seizoen door Vitesse zowel tot de selectie van het eerste elftal als tot de selectie van Jong Vitesse gerekend.

### Internationals
Internationals uit de selectie, opgeroepen in het seizoen 2012/13:
| Naam                | Team                                                        |
| ------------------- | ----------------------------------------------------------- |
| Patrick van Aanholt | Nederlands voetbalelftal onder 21                           |
| Nikola Aksentijević | Servisch voetbalelftal onder 21, Servisch beloftenelftal    |
| Wilfried Bony       | Ivoriaans voetbalelftal                                     |
| Giorgi Tsjantoeria  | Georgisch voetbalelftal onder 21                            |
| Brahim Darri        | Nederlands voetbalelftal onder 19                           |
| Marco van Ginkel    | Nederlands voetbalelftal, Nederlands voetbalelftal onder 21 |
| Mike Havenaar       | Japans voetbalelftal                                        |
| Renato Ibarra       | Ecuadoraans voetbalelftal                                   |

| Naam               | Team                                                        |
| ------------------ | ----------------------------------------------------------- |
| Tomáš Kalas        | Tsjechisch voetbalelftal, Tsjechisch voetbalelftal onder 21 |
| Goeram Kasjia      | Georgisch voetbalelftal                                     |
| Marko Meerits      | Estisch voetbalelftal, Estisch voetbalelftal onder 21       |
| Dan Mori           | Israëlisch voetbalelftal                                    |
| Marcus Pedersen    | Noors voetbalelftal, Noors voetbalelftal onder 21           |
| Davy Pröpper       | Nederlands voetbalelftal onder 21                           |
| Valeri Qazaishvili | Georgisch voetbalelftal onder 21                            |
| Wimilio Vink       | Nederlands beloftenelftal                                   |

### Statistieken
Legenda
| - W Wedstrijden - Doelpunten | - Gele kaarten (inclusief 2× geel) - 2× gele kaart in 1 wedstrijd - Rode kaarten (inclusief 2× geel) | - B Bankzitter, zonder speeltijd |

| Naam                       | Eredivisie      | Eredivisie      | Eredivisie      | Eredivisie      | Eredivisie      | Eredivisie      |                 | KNVB beker | KNVB beker | KNVB beker | KNVB beker | KNVB beker | KNVB beker |               | Europa League | Europa League | Europa League | Europa League | Europa League | Europa League |        | Totaal | Totaal | Totaal | Totaal | Totaal | Totaal |
| Naam                       | W               |                 |                 |                 |                 | B               |                 | W          |            |            |            |            | B          |               | W             |               |               |               |               | B             |        | W      |        |        |        |        | B      |
| Doelverdediging            | Doelverdediging | Doelverdediging | Doelverdediging | Doelverdediging | Doelverdediging | Doelverdediging | Doelverdediging |            |            |            |            |            |            |               |               |               |               |               |               |               |        |        |        |        |        |        |        |
| -------------------------- | --------------- | --------------- | --------------- | --------------- | --------------- | --------------- | --------------- | ---------- | ---------- | ---------- | ---------- | ---------- | ---------- | ------------- | ------------- | ------------- | ------------- | ------------- | ------------- | ------------- | ------ | ------ | ------ | ------ | ------ | ------ | ------ |
| Nick Hengelman             | 0               | 0               | 0               | 0               | 0               | 0               |                 | 0          | 0          | 0          | 0          | 0          | 0          |               | 0             | 0             | 0             | 0             | 0             | 0             |        | 0      | 0      | 0      | 0      | 0      | 0      |
| Marko Meerits              | 0               | 0               | 0               | 0               | 0               | 1               |                 | 0          | 0          | 0          | 0          | 0          | 0          |               | 0             | 0             | 0             | 0             | 0             | 0             |        | 0      | 0      | 0      | 0      | 0      | 1      |
| Eloy Room                  | 2               | 0               | 0               | 0               | 0               | 31              |                 | 4          | 0          | 0          | 0          | 0          | 0          |               | 0             | 0             | 0             | 0             | 0             | 4             |        | 6      | 0      | 0      | 0      | 0      | 35     |
| Piet Velthuizen            | 34              | 0               | 1               | 0               | 0               | 0               |                 | 0          | 0          | 0          | 0          | 0          | 4          |               | 4             | 0             | 0             | 0             | 0             | 0             |        | 38     | 0      | 1      | 0      | 0      | 4      |
| Verdediging                |                 |                 |                 |                 |                 |                 |                 |            |            |            |            |            |            |               |               |               |               |               |               |               |        |        |        |        |        |        |        |
| Patrick van Aanholt        | 31              | 1               | 3               | 0               | 0               | 1               |                 | 4          | 0          | 0          | 0          | 0          | 0          |               | 4             | 1             | 0             | 0             | 0             | 0             |        | 39     | 2      | 3      | 0      | 0      | 1      |
| Nikola Aksentijević        | 0               | 0               | 0               | 0               | 0               | 0               |                 | 0          | 0          | 0          | 0          | 0          | 2          |               | 0             | 0             | 0             | 0             | 0             | 0             |        | 0      | 0      | 0      | 0      | 0      | 2      |
| Just Berends               | 0               | 0               | 0               | 0               | 0               | 0               |                 | 0          | 0          | 0          | 0          | 0          | 0          |               | 0             | 0             | 0             | 0             | 0             | 1             |        | 0      | 0      | 0      | 0      | 0      | 1      |
| Jan-Arie van der Heijden   | 30              | 1               | 5               | 0               | 1               | 0               |                 | 1          | 0          | 0          | 0          | 0          | 2          |               | 4             | 0             | 0             | 0             | 0             | 0             |        | 35     | 1      | 5      | 0      | 1      | 2      |
| Tomáš Kalas                | 34              | 1               | 2               | 0               | 0               | 0               |                 | 3          | 0          | 0          | 0          | 0          | 0          |               | 3             | 0             | 1             | 0             | 1             | 0             |        | 40     | 1      | 3      | 0      | 1      | 0      |
| Goeram Kasjia              | 33              | 2               | 5               | 0               | 0               | 0               |                 | 4          | 0          | 0          | 0          | 0          | 0          |               | 4             | 0             | 0             | 0             | 0             | 0             |        | 41     | 2      | 5      | 0      | 0      | 0      |
| Dan Mori                   | 6               | 0               | 0               | 0               | 0               | 24              |                 | 2          | 0          | 0          | 0          | 0          | 1          |               | 0             | 0             | 0             | 0             | 0             | 0             |        | 8      | 0      | 0      | 0      | 0      | 25     |
| Anderson Santos da Vitória | 0               | 0               | 0               | 0               | 0               | 0               |                 | 0          | 0          | 0          | 0          | 0          | 0          |               | 0             | 0             | 0             | 0             | 0             | 1             |        | 0      | 0      | 0      | 0      | 0      | 1      |
| Frank van der Struijk      | 12              | 0               | 0               | 0               | 0               | 6               |                 | 0          | 0          | 0          | 0          | 0          | 1          |               | 3             | 0             | 2             | 0             | 0             | 1             |        | 15     | 0      | 2      | 0      | 0      | 8      |
| Michihiro Yasuda           | 7               | 0               | 0               | 0               | 0               | 27              |                 | 2          | 0          | 0          | 0          | 0          | 2          |               | 3             | 0             | 0             | 0             | 0             | 1             |        | 12     | 0      | 0      | 0      | 0      | 30     |
| Middenveld                 |                 |                 |                 |                 |                 |                 |                 |            |            |            |            |            |            |               |               |               |               |               |               |               |        |        |        |        |        |        |        |
| Simon Cziommer             | 21              | 1               | 3               | 0               | 0               | 8               |                 | 3          | 0          | 0          | 0          | 0          | 1          |               | 2             | 0             | 2             | 1             | 1             | 0             |        | 26     | 1      | 5      | 1      | 1      | 9      |
| Marco van Ginkel           | 33              | 8               | 4               | 0               | 0               | 0               |                 | 4          | 1          | 1          | 0          | 0          | 0          |               | 4             | 3             | 0             | 0             | 0             | 0             |        | 41     | 12     | 5      | 0      | 0      | 0      |
| Nicky Hofs                 | 6               | 0               | 0               | 0               | 0               | 13              |                 | 3          | 2          | 0          | 0          | 0          | 0          |               | 2             | 0             | 0             | 0             | 0             | 1             |        | 11     | 2      | 0      | 0      | 0      | 14     |
| Theo Janssen               | 27              | 1               | 6               | 0               | 1               | 0               |                 | 4          | 2          | 0          | 0          | 0          | 0          |               | 0             | 0             | 0             | 0             | 0             | 0             |        | 31     | 3      | 6      | 0      | 1      | 0      |
| Davy Pröpper               | 14              | 0               | 1               | 0               | 0               | 12              |                 | 3          | 2          | 0          | 0          | 0          | 0          |               | 4             | 0             | 1             | 0             | 0             | 0             |        | 21     | 2      | 2      | 0      | 0      | 12     |
| Sander van de Streek       | 0               | 0               | 0               | 0               | 0               | 0               |                 | 0          | 0          | 0          | 0          | 0          | 0          |               | 0             | 0             | 0             | 0             | 0             | 1             |        | 0      | 0      | 0      | 0      | 0      | 1      |
| Wimilio Vink               | 0               | 0               | 0               | 0               | 0               | 8               |                 | 0          | 0          | 0          | 0          | 0          | 0          |               | 0             | 0             | 0             | 0             | 0             | 1             |        | 0      | 0      | 0      | 0      | 0      | 9      |
| Aanval                     |                 |                 |                 |                 |                 |                 |                 |            |            |            |            |            |            |               |               |               |               |               |               |               |        |        |        |        |        |        |        |
| Wilfried Bony              | 30              | 31              | 4               | 0               | 0               | 0               |                 | 2          | 4          | 0          | 0          | 0          | 1          |               | 4             | 2             | 0             | 0             | 0             | 0             |        | 36     | 37     | 4      | 0      | 0      | 1      |
| Giorgi Tsjantoeria         | 1               | 0               | 0               | 0               | 0               | 4               |                 | 0          | 0          | 0          | 0          | 0          | 0          |               | 3             | 0             | 0             | 0             | 0             | 1             |        | 4      | 0      | 0      | 0      | 0      | 5      |
| Brahim Darri               | 2               | 0               | 0               | 0               | 0               | 8               |                 | 1          | 1          | 0          | 0          | 0          | 0          |               | 0             | 0             | 0             | 0             | 0             | 0             |        | 3      | 1      | 0      | 0      | 0      | 8      |
| Mike Havenaar              | 32              | 11              | 3               | 0               | 0               | 2               |                 | 3          | 1          | 0          | 0          | 0          | 1          |               | 3             | 0             | 0             | 0             | 0             | 1             |        | 38     | 12     | 3      | 0      | 0      | 4      |
| Renato Ibarra              | 32              | 3               | 2               | 0               | 0               | 0               |                 | 3          | 2          | 0          | 0          | 0          | 0          |               | 4             | 0             | 0             | 0             | 0             | 0             |        | 39     | 5      | 2      | 0      | 0      | 0      |
| Gaël Kakuta                | 22              | 1               | 1               | 0               | 0               | 2               |                 | 4          | 0          | 0          | 0          | 0          | 0          |               | 0             | 0             | 0             | 0             | 0             | 0             |        | 26     | 1      | 1      | 0      | 0      | 2      |
| Mart Lieder                | 0               | 0               | 0               | 0               | 0               | 0               |                 | 0          | 0          | 0          | 0          | 0          | 0          |               | 0             | 0             | 0             | 0             | 0             | 0             |        | 0      | 0      | 0      | 0      | 0      | 0      |
| Marcus Pedersen            | 0               | 0               | 0               | 0               | 0               | 0               |                 | 0          | 0          | 0          | 0          | 0          | 0          |               | 0             | 0             | 0             | 0             | 0             | 0             |        | 0      | 0      | 0      | 0      | 0      | 0      |
| Valeri Qazaishvili         | 5               | 0               | 1               | 0               | 0               | 14              |                 | 1          | 0          | 0          | 0          | 0          | 1          |               | 0             | 0             | 0             | 0             | 0             | 4             |        | 6      | 0      | 1      | 0      | 0      | 19     |
| Jonathan Reis              | 29              | 7               | 3               | 0               | 0               | 4               |                 | 3          | 2          | 0          | 0          | 0          | 1          |               | 4             | 1             | 1             | 0             | 0             | 0             |        | 36     | 10     | 4      | 0      | 0      | 5      |
| Totaal                     | 34              | 68              | 44              | 0               | 2               | 165             |                 | 4          | 17         | 1          | 0          | 0          | 17         |               | 4             | 7             | 7             | 1             | 2             | 17            |        | 42     | 92     | 52     | 1      | 4      | 199    |
|                            | W               |                 |                 |                 |                 | B               |                 | W          |            |            |            |            | B          |               | W             |               |               |               |               | B             |        | W      |        |        |        |        | B      |
| Eredivisie                 | Eredivisie      | Eredivisie      | Eredivisie      | Eredivisie      | Eredivisie      |                 | KNVB beker      | KNVB beker | KNVB beker | KNVB beker | KNVB beker | KNVB beker |            | Europa League | Europa League | Europa League | Europa League | Europa League | Europa League |               | Totaal | Totaal | Totaal | Totaal | Totaal | Totaal |        |

#### Topscorers

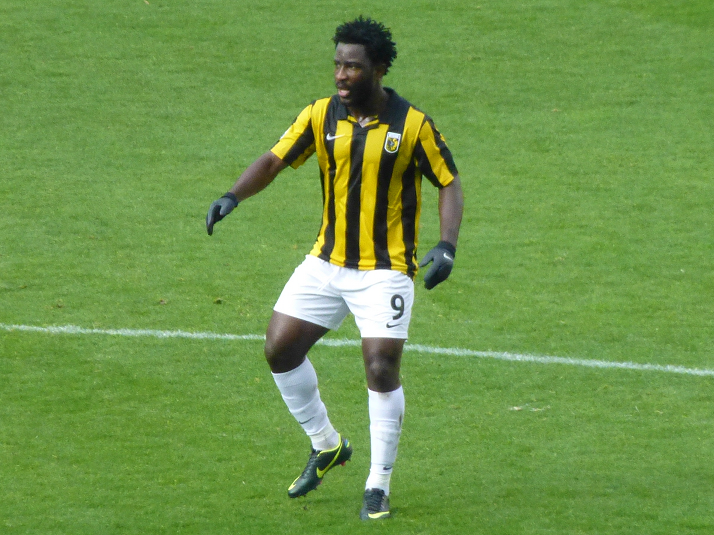
Topscorer Wilfried Bony

Legenda
- Doelpunten (inclusief strafschoppen)
- Waarvan strafschoppen

| Nr.    | Naam                     | Doelpunt(en) | Gescoord met penalty |
| ------ | ------------------------ | ------------ | -------------------- |
| 1      | Wilfried Bony            | 31           | 4                    |
| 2      | Mike Havenaar            | 11           | 0                    |
| 3      | Marco van Ginkel         | 8            | 0                    |
| 4      | Jonathan Reis            | 7            | 0                    |
| 5      | Renato Ibarra            | 3            | 0                    |
| 6      | Goeram Kasjia            | 2            | 0                    |
| 7      | Patrick van Aanholt      | 1            | 0                    |
| 7      | Simon Cziommer           | 1            | 0                    |
| 7      | Jan-Arie van der Heijden | 1            | 0                    |
| 7      | Theo Janssen             | 1            | 0                    |
| 7      | Gaël Kakuta              | 1            | 0                    |
| 7      | Tomáš Kalas              | 1            | 0                    |
| Totaal | Totaal                   | 68           | 4                    |

| Nr.    | Naam             | Doelpunt(en) | Gescoord met penalty |
| ------ | ---------------- | ------------ | -------------------- |
| 1      | Wilfried Bony    | 4            | 0                    |
| 2      | Nicky Hofs       | 2            | 0                    |
| 2      | Renato Ibarra    | 2            | 0                    |
| 2      | Theo Janssen     | 2            | 0                    |
| 2      | Davy Pröpper     | 2            | 0                    |
| 2      | Jonathan Reis    | 2            | 0                    |
| 7      | Brahim Darri     | 1            | 0                    |
| 7      | Marco van Ginkel | 1            | 0                    |
| 7      | Mike Havenaar    | 1            | 0                    |
| Totaal | Totaal           | 17           | 0                    |

| Nr.    | Naam                | Doelpunt(en) | Gescoord met penalty |
| ------ | ------------------- | ------------ | -------------------- |
| 1      | Marco van Ginkel    | 3            | 0                    |
| 2      | Wilfried Bony       | 2            | 0                    |
| 3      | Patrick van Aanholt | 1            | 0                    |
| 3      | Jonathan Reis       | 1            | 0                    |
| Totaal | Totaal              | 7            | 0                    |

| Nr.    | Naam                     | Doelpunt(en) | Gescoord met penalty |
| ------ | ------------------------ | ------------ | -------------------- |
| 1      | Wilfried Bony            | 37           | 4                    |
| 2      | Marco van Ginkel         | 12           | 0                    |
| 2      | Mike Havenaar            | 12           | 0                    |
| 4      | Jonathan Reis            | 10           | 0                    |
| 5      | Renato Ibarra            | 5            | 0                    |
| 6      | Theo Janssen             | 3            | 0                    |
| 7      | Patrick van Aanholt      | 2            | 0                    |
| 7      | Nicky Hofs               | 2            | 0                    |
| 7      | Goeram Kasjia            | 2            | 0                    |
| 7      | Davy Pröpper             | 2            | 0                    |
| 11     | Simon Cziommer           | 1            | 0                    |
| 11     | Brahim Darri             | 1            | 0                    |
| 11     | Jan-Arie van der Heijden | 1            | 0                    |
| 11     | Gaël Kakuta              | 1            | 0                    |
| 11     | Tomáš Kalas              | 1            | 0                    |
| Totaal | Totaal                   | 92           | 4                    |

| Nr.                         | Naam                        | Doelpunt(en) | Gescoord met penalty |
| --------------------------- | --------------------------- | ------------ | -------------------- |
| 1                           | Jonathan Reis               | 9            | 0                    |
| 2                           | Mike Havenaar               | 8            | 0                    |
| 3                           | Nicky Hofs                  | 5            | 1                    |
| 4                           | Wilfried Bony               | 3            | 0                    |
| 5                           | Simon Cziommer              | 2            | 0                    |
| 5                           | Brahim Darri                | 2            | 0                    |
| 5                           | Marco van Ginkel            | 2            | 0                    |
| 5                           | Gaël Kakuta                 | 2            | 0                    |
| 5                           | Valeri Qazaishvili          | 2            | 0                    |
| 5                           | Wimilio Vink                | 2            | 0                    |
| 11                          | Ismaïl Aissati              | 1            | 0                    |
| 11                          | Just Berends                | 1            | 0                    |
| 11                          | Giorgi Tsjantoeria          | 1            | 0                    |
| 11                          | Jan-Arie van der Heijden    | 1            | 0                    |
| 11                          | Renato Ibarra               | 1            | 0                    |
| 11                          | Theo Janssen                | 1            | 0                    |
| 11                          | Goeram Kasjia               | 1            | 0                    |
| 11                          | Mart Lieder                 | 1            | 0                    |
| 11                          | Frank van der Struijk       | 1            | 0                    |
| 11                          | Adnane Tighadouini          | 1            | 0                    |
| Eigen doelpunt tegenstander | Eigen doelpunt tegenstander | 1            | 0                    |
| Totaal                      | Totaal                      | 48           | 1                    |

#### Opstelling: basis, wissels & bank
| Naam                       | Wedstr. | Basis | In | Uit | Bank | Min. |
| -------------------------- | ------- | ----- | -- | --- | ---- | ---- |
| Nick Hengelman             | 0       | 0     | 0  | 0   | 0    | 0    |
| Marko Meerits              | 0       | 0     | 0  | 0   | 1    | 0    |
| Eloy Room                  | 2       | 0     | 2  | 0   | 31   | 73   |
| Piet Velthuizen            | 34      | 34    | 0  | 2   | 0    | 2987 |
| Patrick van Aanholt        | 31      | 31    | 0  | 1   | 1    | 2781 |
| Nikola Aksentijević        | 0       | 0     | 0  | 0   | 0    | 0    |
| Just Berends               | 0       | 0     | 0  | 0   | 0    | 0    |
| Jan-Arie van der Heijden   | 30      | 30    | 0  | 1   | 0    | 2623 |
| Tomáš Kalas                | 34      | 33    | 1  | 3   | 0    | 2919 |
| Goeram Kasjia              | 33      | 33    | 0  | 2   | 0    | 2951 |
| Dan Mori                   | 6       | 2     | 4  | 2   | 24   | 207  |
| Anderson Santos da Vitória | 0       | 0     | 0  | 0   | 0    | 0    |
| Frank van der Struijk      | 12      | 7     | 5  | 4   | 6    | 682  |
| Michihiro Yasuda           | 7       | 4     | 3  | 0   | 27   | 373  |
| Simon Cziommer             | 21      | 8     | 13 | 6   | 8    | 732  |
| Marco van Ginkel           | 33      | 33    | 0  | 3   | 0    | 2957 |
| Nicky Hofs                 | 6       | 0     | 6  | 0   | 13   | 107  |
| Theo Janssen               | 27      | 27    | 0  | 1   | 0    | 2423 |
| Davy Pröpper               | 14      | 5     | 9  | 4   | 12   | 381  |
| Sander van de Streek       | 0       | 0     | 0  | 0   | 0    | 0    |
| Wimilio Vink               | 0       | 0     | 0  | 0   | 8    | 0    |
| Wilfried Bony              | 30      | 30    | 0  | 3   | 0    | 2647 |
| Giorgi Tsjantoeria         | 1       | 1     | 0  | 1   | 4    | 78   |
| Brahim Darri               | 2       | 1     | 1  | 1   | 8    | 58   |
| Mike Havenaar              | 32      | 18    | 14 | 5   | 2    | 1891 |
| Renato Ibarra              | 32      | 30    | 2  | 13  | 0    | 2614 |
| Gaël Kakuta                | 22      | 21    | 1  | 6   | 2    | 1801 |
| Mart Lieder                | 0       | 0     | 0  | 0   | 0    | 0    |
| Marcus Pedersen            | 0       | 0     | 0  | 0   | 0    | 0    |
| Valeri Qazaishvili         | 5       | 1     | 4  | 1   | 14   | 166  |
| Jonathan Reis              | 29      | 25    | 4  | 10  | 4    | 2143 |

| Naam                       | Wedstr. | Basis | In | Uit | Bank | Min. |
| -------------------------- | ------- | ----- | -- | --- | ---- | ---- |
| Nick Hengelman             | 0       | 0     | 0  | 0   | 0    | 0    |
| Marko Meerits              | 0       | 0     | 0  | 0   | 0    | 0    |
| Eloy Room                  | 4       | 4     | 0  | 0   | 0    | 360  |
| Piet Velthuizen            | 0       | 0     | 0  | 0   | 4    | 0    |
| Patrick van Aanholt        | 4       | 4     | 0  | 0   | 0    | 360  |
| Nikola Aksentijević        | 0       | 0     | 0  | 0   | 2    | 0    |
| Just Berends               | 0       | 0     | 0  | 0   | 0    | 0    |
| Jan-Arie van der Heijden   | 1       | 1     | 0  | 0   | 2    | 90   |
| Tomáš Kalas                | 3       | 3     | 0  | 0   | 0    | 270  |
| Goeram Kasjia              | 4       | 4     | 0  | 0   | 0    | 360  |
| Dan Mori                   | 2       | 2     | 0  | 0   | 1    | 180  |
| Anderson Santos da Vitória | 0       | 0     | 0  | 0   | 0    | 0    |
| Frank van der Struijk      | 0       | 0     | 0  | 0   | 1    | 0    |
| Michihiro Yasuda           | 2       | 2     | 0  | 0   | 2    | 180  |
| Simon Cziommer             | 3       | 3     | 0  | 1   | 1    | 218  |
| Marco van Ginkel           | 4       | 2     | 2  | 0   | 0    | 236  |
| Nicky Hofs                 | 3       | 1     | 2  | 1   | 0    | 85   |
| Theo Janssen               | 4       | 4     | 0  | 1   | 0    | 352  |
| Davy Pröpper               | 3       | 1     | 2  | 0   | 0    | 130  |
| Sander van de Streek       | 0       | 0     | 0  | 0   | 0    | 0    |
| Wimilio Vink               | 0       | 0     | 0  | 0   | 0    | 0    |
| Wilfried Bony              | 2       | 1     | 1  | 2   | 1    | 78   |
| Giorgi Tsjantoeria         | 0       | 0     | 0  | 0   | 0    | 0    |
| Brahim Darri               | 1       | 0     | 1  | 0   | 0    | 44   |
| Mike Havenaar              | 3       | 3     | 0  | 0   | 1    | 270  |
| Renato Ibarra              | 3       | 3     | 0  | 2   | 0    | 248  |
| Gaël Kakuta                | 4       | 4     | 0  | 3   | 0    | 265  |
| Mart Lieder                | 0       | 0     | 0  | 0   | 0    | 0    |
| Marcus Pedersen            | 0       | 0     | 0  | 0   | 0    | 0    |
| Valeri Qazaishvili         | 1       | 0     | 1  | 0   | 1    | 10   |
| Jonathan Reis              | 3       | 2     | 1  | 0   | 1    | 224  |

| Naam                       | Wedstr. | Basis | In | Uit | Bank | Min. |
| -------------------------- | ------- | ----- | -- | --- | ---- | ---- |
| Nick Hengelman             | 0       | 0     | 0  | 0   | 0    | 0    |
| Marko Meerits              | 0       | 0     | 0  | 0   | 0    | 0    |
| Eloy Room                  | 0       | 0     | 0  | 0   | 4    | 0    |
| Piet Velthuizen            | 4       | 4     | 0  | 0   | 0    | 360  |
| Patrick van Aanholt        | 4       | 4     | 0  | 1   | 0    | 340  |
| Nikola Aksentijević        | 0       | 0     | 0  | 0   | 0    | 0    |
| Just Berends               | 0       | 0     | 0  | 0   | 1    | 0    |
| Jan-Arie van der Heijden   | 4       | 4     | 0  | 2   | 0    | 336  |
| Tomáš Kalas                | 3       | 3     | 0  | 0   | 0    | 259  |
| Goeram Kasjia              | 4       | 4     | 0  | 0   | 0    | 360  |
| Dan Mori                   | 0       | 0     | 0  | 0   | 0    | 0    |
| Anderson Santos da Vitória | 0       | 0     | 0  | 0   | 1    | 0    |
| Frank van der Struijk      | 3       | 2     | 1  | 0   | 1    | 200  |
| Michihiro Yasuda           | 3       | 3     | 0  | 0   | 1    | 270  |
| Simon Cziommer             | 2       | 1     | 1  | 0   | 0    | 71   |
| Marco van Ginkel           | 4       | 4     | 0  | 0   | 0    | 360  |
| Nicky Hofs                 | 2       | 2     | 0  | 2   | 1    | 139  |
| Theo Janssen               | 0       | 0     | 0  | 0   | 0    | 0    |
| Davy Pröpper               | 4       | 1     | 3  | 1   | 0    | 123  |
| Sander van de Streek       | 0       | 0     | 0  | 0   | 1    | 0    |
| Wimilio Vink               | 0       | 0     | 0  | 0   | 1    | 0    |
| Wilfried Bony              | 4       | 4     | 0  | 1   | 0    | 339  |
| Giorgi Tsjantoeria         | 3       | 0     | 3  | 0   | 1    | 44   |
| Brahim Darri               | 0       | 0     | 0  | 0   | 0    | 0    |
| Mike Havenaar              | 3       | 0     | 3  | 0   | 1    | 57   |
| Renato Ibarra              | 4       | 4     | 0  | 3   | 0    | 316  |
| Gaël Kakuta                | 0       | 0     | 0  | 0   | 0    | 0    |
| Mart Lieder                | 0       | 0     | 0  | 0   | 0    | 0    |
| Marcus Pedersen            | 0       | 0     | 0  | 0   | 0    | 0    |
| Valeri Qazaishvili         | 0       | 0     | 0  | 0   | 4    | 0    |
| Jonathan Reis              | 4       | 4     | 0  | 1   | 0    | 344  |

#### Kaarten & schorsingen
Legenda
| - Gele kaarten (inclusief 2× geel) - 2× gele kaart in 1 wedstrijd |  | - Rode kaarten (inclusief 2× geel) - Geschorste wedstrijden |

| Naam                       | Gele kaart(en) | Twee gele kaarten in één wedstrijd | Rode kaart(en) | Geschorste wedstrijd(en) |
| -------------------------- | -------------- | ---------------------------------- | -------------- | ------------------------ |
| Theo Janssen*6*9*10        | 6              | 0                                  | 1              | 4                        |
| Jan-Arie van der Heijden*5 | 5              | 0                                  | 1              | 2                        |
| Goeram Kasjia              | 5              | 0                                  | 0              | 1                        |
| Wilfried Bony              | 4              | 0                                  | 0              | 0                        |
| Marco van Ginkel           | 4              | 0                                  | 0              | 0                        |
| Patrick van Aanholt*6      | 3              | 0                                  | 0              | 0                        |
| Simon Cziommer             | 3              | 0                                  | 0              | 0                        |
| Mike Havenaar*10           | 3              | 0                                  | 0              | 0                        |
| Jonathan Reis              | 3              | 0                                  | 0              | 0                        |
| Renato Ibarra              | 2              | 0                                  | 0              | 0                        |
| Tomáš Kalas                | 2              | 0                                  | 0              | 0                        |
| Gaël Kakuta                | 1              | 0                                  | 0              | 0                        |
| Davy Pröpper               | 1              | 0                                  | 0              | 0                        |
| Valeri Qazaishvili         | 1              | 0                                  | 0              | 0                        |
| Piet Velthuizen            | 1              | 0                                  | 0              | 0                        |
| Giorgi Tsjantoeria*7       | 0              | 0                                  | 0              | 5                        |
| Just Berends*8             | 0              | 0                                  | 0              | 1                        |
| Eloy Room*4                | 0              | 0                                  | 0              | 1                        |

| Naam                       | Gele kaart(en) | Twee gele kaarten in één wedstrijd | Rode kaart(en) | Geschorste wedstrijd(en) |
| -------------------------- | -------------- | ---------------------------------- | -------------- | ------------------------ |
| Marco van Ginkel           | 1              | 0                                  | 0              | 0                        |
| Just Berends*8             | 0              | 0                                  | 0              | 1                        |
| Giorgi Tsjantoeria*7       | 0              | 0                                  | 0              | 1                        |
| Jan-Arie van der Heijden*1 | 0              | 0                                  | 0              | 1                        |

| Naam                  | Gele kaart(en) | Twee gele kaarten in één wedstrijd | Rode kaart(en) | Geschorste wedstrijd(en) |
| --------------------- | -------------- | ---------------------------------- | -------------- | ------------------------ |
| Simon Cziommer*3      | 2              | 1                                  | 1              | 0                        |
| Frank van der Struijk | 2              | 0                                  | 0              | 0                        |
| Tomáš Kalas*2         | 1              | 0                                  | 1              | 1                        |
| Davy Pröpper          | 1              | 0                                  | 0              | 0                        |
| Jonathan Reis         | 1              | 0                                  | 0              | 0                        |

*2 Tomáš Kalas kreeg in de thuiswedstrijd tegen Lokomotiv Plovdiv één gele en één rode kaart; hij was hierdoor 1 wedstrijd geschorst in de Europa League.

*3 Simon Cziommer kreeg in de thuiswedstrijd tegen Anzji Machatsjkala een rode kaart (twee maal geel), de resulterende schorsing van één Europese wedstrijd zou hij niet meer uitzitten dit seizoen.

*4 Eloy Room kreeg op 20 augustus 2012 een rode kaart in de competitiewedstrijd van Jong Vitesse/AGOVV uit tegen Jong Roda JC Kerkrade. De hieruit volgende schorsing bij het tweede elftal (1 wedstrijd + 1 voorwaardelijk) resulteerde ook in een schorsing van één competitiewedstrijd van het eerste elftal.

*5 Jan-Arie van der Heijden kreeg in de wedstrijd tegen FC Groningen op 16 september 2012 een rode kaart; dit leverde hem één wedstrijd schorsing op in de competitie.

*6 Patrick van Aanholt kreeg in de wedstrijd tegen FC Groningen op 16 september 2012 per abuis een gele kaart; omdat deze kaart voor een overtreding van Theo Janssen was werd de kaart niet geregistreerd door de aanklager betaald voetbal. Ook Janssen kreeg deze kaart niet omdat registratie op het wedstrijdformulier ontbrak. Deze kaart is dus ook niet weergegeven.

*7 Giorgi Tsjantoeria kreeg op 17 september 2012 een rode kaart in de competitiewedstrijd van Jong Vitesse/AGOVV tegen Jong FC Den Bosch. De hieruit volgende schorsing bij het tweede elftal (4 wedstrijden) resulteerde ook in een schorsing van vijf competitiewedstrijden en één bekerwedstrijd van het eerste elftal.

*8 Just Berends kreeg op 29 oktober 2012 een rode kaart in de competitiewedstrijd van Jong Vitesse/AGOVV tegen Jong sc Heerenveen. De hieruit volgende schorsing bij het tweede elftal (1 wedstrijd + 1 voorwaardelijk) resulteerde ook in een schorsing van één competitiewedstrijd en één bekerwedstrijd van het eerste elftal.

*9 Theo Janssen kreeg op 9 februari 2013 een rode kaart in de competitiewedstrijd tegen PSV, de schorsing bedroeg 3 wedstrijden (+1 voorwaardelijk).

De in het seizoen 2012/13 gegeven kaarten in officiële wedstrijden staan in bovenstaande tabellen; daarnaast was voor het bepalen van schorsingen het onderstaande uit de KNVB-reglementen van toepassing:
- In de Eredivisie volgde een wedstrijd schorsing na de 5e, 7e, 9e, 11e en elke volgende gele kaart.
- Bij twee gele kaarten in één wedstrijd volgde (naast rood) een wedstrijd schorsing, maar telden de kaarten niet mee bij het totaal van gele kaarten.
- Een gele kaart gegeven voorafgaand aan een "direct rood" in één wedstrijd telde wel mee voor het totaal van gele kaarten.
- Gele kaarten in de laatste twee competitiewedstrijden, waarop (nog) geen schorsing volgde, gingen mee naar het volgende seizoen. De overige gele kaarten vervielen na het seizoen.
- Voor de KNVB beker en de Play-offs golden aparte regels. In de KNVB beker volgde een beker-wedstrijd schorsing na de 2e, 4e en elke volgende gele kaart; kaarten zonder schorsing vervielen na het seizoen. In de Play-offs volgde een play-off-wedstrijd schorsing na de 2e, 4e en elke volgende gele kaart; kaarten zonder schorsing vervielen na het seizoen.
- Aan het einde van het seizoen nog "openstaande" schorsingen gingen mee naar het volgende seizoen.

Voor de UEFA Europa League 2012/13 gold:
- Gele kaarten in de voorronden: bij de 3e en 5e gele kaart volgde één wedstrijd schorsing. Kaarten zonder schorsing én openstaande schorsingen van gele kaarten vervielen na de play-off ronde.
- Rode kaarten: een speler kreeg één wedstrijd schorsing bij een rode kaart. De Control and Disciplinary Body van de UEFA kon deze straf eventueel verzwaren.

### Mutaties
De zomerse transferperiode liep in Nederland van 9 juni t/m 31 augustus 2012.
De winterse transferperiode liep in Nederland van 3 t/m 31 januari 2013.

#### Aangetrokken in de zomer 2012
| Speler              | Vorige club                    | Contract tot                         |
| ------------------- | ------------------------------ | ------------------------------------ |
| Nikola Aksentijević | FK Partizan                    | 2013                                 |
| Just Berends        | AGOVV Apeldoorn (was verhuurd) | 2014                                 |
| Simon Cziommer      | Red Bull Salzburg              | 2013                                 |
| Theo Janssen        | Ajax                           | 2015                                 |
| Gaël Kakuta         | Chelsea FC                     | 2013 (op huurbasis)                  |
| Mathew Morais       | FC Dordrecht                   | 2013 (met optie voor één extra jaar) |
| Dan Mori            | Bnei Jehoeda Tel Aviv          | 2015                                 |
| Marcus Pedersen     | Vålerenga IF (was verhuurd)    | 2014                                 |
| Adnane Tighadouini  | FC Volendam (was verhuurd)     | 2014                                 |

#### Vertrokken in de zomer 2012
| Speler             | Nieuwe club                          |
| ------------------ | ------------------------------------ |
| Stanley Aborah     | ND Mura 05                           |
| Anthony Annan      | FC Schalke 04 (was gehuurd)          |
| Alexander Büttner  | Manchester United                    |
| Ulises Dávila      | Chelsea FC (was gehuurd)             |
| Kevin van Diermen  | Excelsior                            |
| Jeroen Drost       | De Graafschap                        |
| Julian Jenner      | Ferencvárosi TC                      |
| Mart Lieder        | RKC Waalwijk                         |
| Marcus Pedersen    | Odense BK (op huurbasis)             |
| Raio Piiroja       | FC Flora Tallinn                     |
| Hayri Pinarci *1   | AGOVV Apeldoorn (was reeds verhuurd) |
| Genaro Snijders    | Willem II (was reeds verhuurd)       |
| Adnane Tighadouini | SC Cambuur (op huurbasis)            |

0*1 Pinarci behoorde tot de selectie van Jong Vitesse/AGOVV, maar heeft wel officiële wedstrijden gespeeld in het 1e elftal van Vitesse.

#### Aangetrokken in de winter 2012/13
| Speler            | Vorige club     | Contract tot |
| ----------------- | --------------- | ------------ |
| Nick Hengelman *1 | AGOVV Apeldoorn | 2013         |
| Kelvin Leerdam *2 | Feyenoord       | 2017         |

0*1 Hengelman tekende een contract in maart als clubloze speler.

0*2 Leerdam zou per 1 juli 2013 komen.

#### Vertrokken in de winter 2012/13
| Speler                  | Nieuwe club                       |
| ----------------------- | --------------------------------- |
| Giorgi Tsjantoeria      | Alania Vladikavkaz (op huurbasis) |
| Nicky Hofs              | Willem II (op huurbasis)          |
| Marko Meerits           | FC Flora Tallinn (op huurbasis)   |
| Sander van de Streek *1 | FC Flora Tallinn (op huurbasis)   |

0*1: Van de Streek maakte deel uit van de selectie van Jong Vitesse, maar heeft bij officiële wedstrijden wel tot de wedstrijdselectie van het eerste elftal behoord.

#### Contractverlenging
| Speler                   | Contract tot, oud   | Contract tot, nieuw |
| ------------------------ | ------------------- | ------------------- |
| Patrick van Aanholt      | 2012 (op huurbasis) | 2013 (op huurbasis) |
| Brahim Darri             | 2014                | 2016                |
| Jan-Arie van der Heijden | 2013                | 2015                |
| Tomáš Kalas              | 2012 (op huurbasis) | 2013 (op huurbasis) |
| Jonathan Reis            | 2012                | 2016                |
| Sander van de Streek *1  | 2013                | 2014                |

0*1: Van de Streek maakte deel uit van de selectie van Jong Vitesse, maar heeft bij officiële wedstrijden wel tot de wedstrijdselectie van het eerste elftal behoord.

## Wedstrijden

### Eredivisie
Speelronde 1:
| zondag 12 augustus 2012, 14:30                                   | Vitesse           | 2-2 (0-0) | ADO Den Haag        | Opstelling Vitesse | Opstelling ADO Den Haag |  |
| Stadion: GelreDome, Arnhem Toeschouwers: 16.499 Arbiter: Kuipers | Bony 54' Reis 72' |           | 53' Chery 57' Holla | Velthuizen, Van der Struijk ( 68' ( Havenaar), Kasjia , Kalas, Van Aanholt, Van Ginkel, Cziommer ( 68' ( Hofs), Van der Heijden, Tsjantoeria ( 78' ( Pröpper), Bony, Reis RESERVEBANK: Room, Yasuda, Qazaishvili, - | Coutinho, Omeruo 10', Wormgoor, Horváth, Meijers 90' ( 90+1' ( Supusepa), Jansen 40', Holla 67', Toornstra 35', Chery 62', Poepon ( 85' ( Vicento), Van Duinen ( 77' ( Malone) RESERVEBANK: Elbers, Beugelsdijk, Tano, Zwinkels |  |
| Stadion: GelreDome, Arnhem Toeschouwers: 16.499 Arbiter: Kuipers |                   |           |                     | Velthuizen, Van der Struijk ( 68' ( Havenaar), Kasjia , Kalas, Van Aanholt, Van Ginkel, Cziommer ( 68' ( Hofs), Van der Heijden, Tsjantoeria ( 78' ( Pröpper), Bony, Reis RESERVEBANK: Room, Yasuda, Qazaishvili, - | Coutinho, Omeruo 10', Wormgoor, Horváth, Meijers 90' ( 90+1' ( Supusepa), Jansen 40', Holla 67', Toornstra 35', Chery 62', Poepon ( 85' ( Vicento), Van Duinen ( 77' ( Malone) RESERVEBANK: Elbers, Beugelsdijk, Tano, Zwinkels |  |
| Stadion: GelreDome, Arnhem Toeschouwers: 16.499 Arbiter: Kuipers |                   |           |                     | Velthuizen, Van der Struijk ( 68' ( Havenaar), Kasjia , Kalas, Van Aanholt, Van Ginkel, Cziommer ( 68' ( Hofs), Van der Heijden, Tsjantoeria ( 78' ( Pröpper), Bony, Reis RESERVEBANK: Room, Yasuda, Qazaishvili, - | Coutinho, Omeruo 10', Wormgoor, Horváth, Meijers 90' ( 90+1' ( Supusepa), Jansen 40', Holla 67', Toornstra 35', Chery 62', Poepon ( 85' ( Vicento), Van Duinen ( 77' ( Malone) RESERVEBANK: Elbers, Beugelsdijk, Tano, Zwinkels |  |
|                                                                  |                   |           |                     | | |  |

Speelronde 2:
| zaterdag 18 augustus 2012, 19:45                                            | PEC Zwolle       | 0-1 (0-0) | Vitesse    | Opstelling PEC Zwolle | Opstelling Vitesse |  |
| Stadion: IJsseldeltastadion, Zwolle Toeschouwers: 9.820 Arbiter: Van Boekel | Van Hintum 90+1' |           | 63' Ibarra | Ter Wielen, Van Polen, Lachman 79', Van den Berg, Van Hintum, Narsingh, Achenteh 80' ( 82' ( Reniers), Pluim, Broerse ( 82' ( Drost), Gravenbeek, Benson ( 61' ( Saymak) RESERVEBANK: Wintjens, Nieveld, Hiwat, Koenders | Velthuizen, Van der Struijk, Kasjia , Kalas, Yasuda, Van Ginkel, Cziommer 37' ( 43' ( Havenaar 90'), Van der Heijden 64', Ibarra, Bony ( 77' ( Pröpper), Reis RESERVEBANK: Room, Hofs, Tsjantoeria, Qazaishvili, Van Aanholt |  |
| Stadion: IJsseldeltastadion, Zwolle Toeschouwers: 9.820 Arbiter: Van Boekel |                  |           |            | Ter Wielen, Van Polen, Lachman 79', Van den Berg, Van Hintum, Narsingh, Achenteh 80' ( 82' ( Reniers), Pluim, Broerse ( 82' ( Drost), Gravenbeek, Benson ( 61' ( Saymak) RESERVEBANK: Wintjens, Nieveld, Hiwat, Koenders | Velthuizen, Van der Struijk, Kasjia , Kalas, Yasuda, Van Ginkel, Cziommer 37' ( 43' ( Havenaar 90'), Van der Heijden 64', Ibarra, Bony ( 77' ( Pröpper), Reis RESERVEBANK: Room, Hofs, Tsjantoeria, Qazaishvili, Van Aanholt |  |
| Stadion: IJsseldeltastadion, Zwolle Toeschouwers: 9.820 Arbiter: Van Boekel |                  |           |            | Ter Wielen, Van Polen, Lachman 79', Van den Berg, Van Hintum, Narsingh, Achenteh 80' ( 82' ( Reniers), Pluim, Broerse ( 82' ( Drost), Gravenbeek, Benson ( 61' ( Saymak) RESERVEBANK: Wintjens, Nieveld, Hiwat, Koenders | Velthuizen, Van der Struijk, Kasjia , Kalas, Yasuda, Van Ginkel, Cziommer 37' ( 43' ( Havenaar 90'), Van der Heijden 64', Ibarra, Bony ( 77' ( Pröpper), Reis RESERVEBANK: Room, Hofs, Tsjantoeria, Qazaishvili, Van Aanholt |  |
| Bijz.: 24' korte onderbreking (drinkpauze)                                  |                  |           |            | | |  |

Speelronde 3:
| zondag 26 augustus 2012, 14:30                                                 | Willem II | 0-2 (0-1) | Vitesse      | Opstelling Willem II | Opstelling Vitesse |  |
| Stadion: Koning Willem II Stadion, Tilburg Toeschouwers: 9.500 Arbiter: Higler |           |           | 38' 82' Reis | Meul, Van Buuren, Van der Rijt, Haastrup 73', Piqué 28', Misidjan ( 61' ( Podevijn), Mulder, Haemhouts, Vossebelt ( 75' ( Guijt), Höcher, Snijders ( 68' ( Brands) RESERVEBANK: Christianen, Peters, Ippel, Jallo | Velthuizen, Yasuda, Kasjia , Kalas, Van Aanholt, Van Ginkel, Pröpper 19' ( 61' ( Cziommer), Van der Heijden 60', Ibarra ( 79' ( Hofs), Bony ( 54' ( Havenaar), Reis RESERVEBANK: Meerits, Tsjantoeria, Darri, - |  |
| Stadion: Koning Willem II Stadion, Tilburg Toeschouwers: 9.500 Arbiter: Higler |           |           |              | Meul, Van Buuren, Van der Rijt, Haastrup 73', Piqué 28', Misidjan ( 61' ( Podevijn), Mulder, Haemhouts, Vossebelt ( 75' ( Guijt), Höcher, Snijders ( 68' ( Brands) RESERVEBANK: Christianen, Peters, Ippel, Jallo | Velthuizen, Yasuda, Kasjia , Kalas, Van Aanholt, Van Ginkel, Pröpper 19' ( 61' ( Cziommer), Van der Heijden 60', Ibarra ( 79' ( Hofs), Bony ( 54' ( Havenaar), Reis RESERVEBANK: Meerits, Tsjantoeria, Darri, - |  |
| Stadion: Koning Willem II Stadion, Tilburg Toeschouwers: 9.500 Arbiter: Higler |           |           |              | Meul, Van Buuren, Van der Rijt, Haastrup 73', Piqué 28', Misidjan ( 61' ( Podevijn), Mulder, Haemhouts, Vossebelt ( 75' ( Guijt), Höcher, Snijders ( 68' ( Brands) RESERVEBANK: Christianen, Peters, Ippel, Jallo | Velthuizen, Yasuda, Kasjia , Kalas, Van Aanholt, Van Ginkel, Pröpper 19' ( 61' ( Cziommer), Van der Heijden 60', Ibarra ( 79' ( Hofs), Bony ( 54' ( Havenaar), Reis RESERVEBANK: Meerits, Tsjantoeria, Darri, - |  |
| Bijz.: Room geschorst                                                          |           |           |              | | |  |

Speelronde 4:
| zondag 2 september 2012, 12:30                                | Vitesse    | 1-0 (0-0) | Feyenoord | Opstelling Vitesse | Opstelling Feyenoord |  |
| Stadion: GelreDome, Arnhem Toeschouwers: 18.043 Arbiter: Blom | Bony 90+1' |           |           | Velthuizen, Kalas, Kasjia 20', Van der Heijden, Van Aanholt, Van Ginkel, Janssen, Pröpper ( 58' ( Hofs), Ibarra ( 81' ( Havenaar), Bony, Reis ( 90' ( Cziommer) RESERVEBANK: Room, Tsjantoeria, Yasuda, Darri | Mulder, Janmaat, Martins Indi ( 90+2' ( Singh), Mathijsen, Nelom, Leerdam, Clasie, Immers, Schaken, Fernandez ( 83' ( Achahbar), Cissé ( 62' ( Elabdellaoui) RESERVEBANK: Mokotjo, Graafland, Vormer, Kongolo |  |
| Stadion: GelreDome, Arnhem Toeschouwers: 18.043 Arbiter: Blom |            |           |           | Velthuizen, Kalas, Kasjia 20', Van der Heijden, Van Aanholt, Van Ginkel, Janssen, Pröpper ( 58' ( Hofs), Ibarra ( 81' ( Havenaar), Bony, Reis ( 90' ( Cziommer) RESERVEBANK: Room, Tsjantoeria, Yasuda, Darri | Mulder, Janmaat, Martins Indi ( 90+2' ( Singh), Mathijsen, Nelom, Leerdam, Clasie, Immers, Schaken, Fernandez ( 83' ( Achahbar), Cissé ( 62' ( Elabdellaoui) RESERVEBANK: Mokotjo, Graafland, Vormer, Kongolo |  |
| Stadion: GelreDome, Arnhem Toeschouwers: 18.043 Arbiter: Blom |            |           |           | Velthuizen, Kalas, Kasjia 20', Van der Heijden, Van Aanholt, Van Ginkel, Janssen, Pröpper ( 58' ( Hofs), Ibarra ( 81' ( Havenaar), Bony, Reis ( 90' ( Cziommer) RESERVEBANK: Room, Tsjantoeria, Yasuda, Darri | Mulder, Janmaat, Martins Indi ( 90+2' ( Singh), Mathijsen, Nelom, Leerdam, Clasie, Immers, Schaken, Fernandez ( 83' ( Achahbar), Cissé ( 62' ( Elabdellaoui) RESERVEBANK: Mokotjo, Graafland, Vormer, Kongolo |  |
|                                                               |            |           |           | | |  |

Speelronde 5:
| zondag 16 september 2012, 16:30                                                               | FC Groningen | 0-3 (0-0) | Vitesse                           | Opstelling FC Groningen | Opstelling Vitesse |  |
| Stadion: Euroborg, Groningen Toeschouwers: 21.000 Arbiter: Nijhuis                            |              |           | 62' Havenaar 87' Kalas 90+1' Bony | Luciano, Magnasco ( 65' ( Hiariej), Van Dijk, Kirm, Burnet ( 73' ( Suk), Schet, Kwakman 17', De Leeuw ( 65' ( Texeira), Sparv, Bacuna, Zeefuik RESERVEBANK: Bizot, Johansson, Kieftenbeld, Ajilore | Velthuizen, Kalas, Kasjia , Van der Heijden 30', Van Aanholt 36', Van Ginkel, Janssen 30', Pröpper ( 34' ( Mori), Ibarra ( 72' ( Cziommer), Bony 77', Reis ( 46' ( Havenaar) RESERVEBANK: Room, Hofs, Tsjantoeria, Yasuda |  |
| Stadion: Euroborg, Groningen Toeschouwers: 21.000 Arbiter: Nijhuis                            |              |           |                                   | Luciano, Magnasco ( 65' ( Hiariej), Van Dijk, Kirm, Burnet ( 73' ( Suk), Schet, Kwakman 17', De Leeuw ( 65' ( Texeira), Sparv, Bacuna, Zeefuik RESERVEBANK: Bizot, Johansson, Kieftenbeld, Ajilore | Velthuizen, Kalas, Kasjia , Van der Heijden 30', Van Aanholt 36', Van Ginkel, Janssen 30', Pröpper ( 34' ( Mori), Ibarra ( 72' ( Cziommer), Bony 77', Reis ( 46' ( Havenaar) RESERVEBANK: Room, Hofs, Tsjantoeria, Yasuda |  |
| Stadion: Euroborg, Groningen Toeschouwers: 21.000 Arbiter: Nijhuis                            |              |           |                                   | Luciano, Magnasco ( 65' ( Hiariej), Van Dijk, Kirm, Burnet ( 73' ( Suk), Schet, Kwakman 17', De Leeuw ( 65' ( Texeira), Sparv, Bacuna, Zeefuik RESERVEBANK: Bizot, Johansson, Kieftenbeld, Ajilore | Velthuizen, Kalas, Kasjia , Van der Heijden 30', Van Aanholt 36', Van Ginkel, Janssen 30', Pröpper ( 34' ( Mori), Ibarra ( 72' ( Cziommer), Bony 77', Reis ( 46' ( Havenaar) RESERVEBANK: Room, Hofs, Tsjantoeria, Yasuda |  |
| Bijz.: De gele kaart voor Van Aanholt is niet geregistreerd door de aanklager betaald voetbal |              |           |                                   | | |  |

Speelronde 6:
| zaterdag 22 september 2012, 19:45                                              | Vitesse         | 1-1 (0-0) | Heracles Almelo | Opstelling Vitesse | Opstelling Heracles Almelo |  |
| Stadion: GelreDome, Arnhem Toeschouwers: 17.003 Arbiter: Bossen                | Bony 73' (pen.) |           | 48' Gouriye     | Velthuizen, Kalas, Kasjia , Mori ( 62' ( Cziommer), Van Aanholt, Van Ginkel, Janssen, Pröpper ( 46' ( Havenaar), Ibarra ( 73' ( Hofs), Bony, Reis RESERVEBANK: Room, Yasuda, Qazaishvili, Darri | Pasveer, Dorda, Rienstra 67', Te Wierik 72', Quansah, Overtoom, Duarte, Bruns 31', Everton ( 80' ( Castillion), Armenteros ( 80' ( Pedro), Gouriye RESERVEBANK: Van Loo, Paljić, Van Mieghem, Belterman, - |  |
| Stadion: GelreDome, Arnhem Toeschouwers: 17.003 Arbiter: Bossen                |                 |           |                 | Velthuizen, Kalas, Kasjia , Mori ( 62' ( Cziommer), Van Aanholt, Van Ginkel, Janssen, Pröpper ( 46' ( Havenaar), Ibarra ( 73' ( Hofs), Bony, Reis RESERVEBANK: Room, Yasuda, Qazaishvili, Darri | Pasveer, Dorda, Rienstra 67', Te Wierik 72', Quansah, Overtoom, Duarte, Bruns 31', Everton ( 80' ( Castillion), Armenteros ( 80' ( Pedro), Gouriye RESERVEBANK: Van Loo, Paljić, Van Mieghem, Belterman, - |  |
| Stadion: GelreDome, Arnhem Toeschouwers: 17.003 Arbiter: Bossen                |                 |           |                 | Velthuizen, Kalas, Kasjia , Mori ( 62' ( Cziommer), Van Aanholt, Van Ginkel, Janssen, Pröpper ( 46' ( Havenaar), Ibarra ( 73' ( Hofs), Bony, Reis RESERVEBANK: Room, Yasuda, Qazaishvili, Darri | Pasveer, Dorda, Rienstra 67', Te Wierik 72', Quansah, Overtoom, Duarte, Bruns 31', Everton ( 80' ( Castillion), Armenteros ( 80' ( Pedro), Gouriye RESERVEBANK: Van Loo, Paljić, Van Mieghem, Belterman, - |  |
| Bijz.: Van der Heijden en Tsjantoeria geschorst; jaarlijkse Airborne-wedstrijd |                 |           |                 | | |  |

Speelronde 7:
| zaterdag 29 september 2012, 19:45                                              | FC Utrecht  | 1-2 (0-0) | Vitesse                 | Opstelling FC Utrecht | Opstelling Vitesse |  |
| Stadion: Stadion Galgenwaard, Utrecht Toeschouwers: 15.278 Arbiter: Van Boekel | Mulenga 71' |           | 55' Van Ginkel 60' Bony | Ruiter, Wuytens 66', Van der Maarel, Bulthuis, Van der Hoorn, Asare ( 69' ( Schepers), Sarota ( 82' ( Badjeck), Kali, Van der Gun ( 61' ( Mulenga), Gerndt 7', Oar RESERVEBANK: Verhoeven, Zullo, Mårtensson, Nilsson | Velthuizen, Kalas, Kasjia 19', Van der Heijden, Van Aanholt, Van Ginkel 50', Janssen, Havenaar, Ibarra ( 78' ( Cziommer), Bony, Reis ( 88' ( Pröpper) RESERVEBANK: Room, Mori, Hofs, Yasuda, Kakuta |  |
| Stadion: Stadion Galgenwaard, Utrecht Toeschouwers: 15.278 Arbiter: Van Boekel |             |           |                         | Ruiter, Wuytens 66', Van der Maarel, Bulthuis, Van der Hoorn, Asare ( 69' ( Schepers), Sarota ( 82' ( Badjeck), Kali, Van der Gun ( 61' ( Mulenga), Gerndt 7', Oar RESERVEBANK: Verhoeven, Zullo, Mårtensson, Nilsson | Velthuizen, Kalas, Kasjia 19', Van der Heijden, Van Aanholt, Van Ginkel 50', Janssen, Havenaar, Ibarra ( 78' ( Cziommer), Bony, Reis ( 88' ( Pröpper) RESERVEBANK: Room, Mori, Hofs, Yasuda, Kakuta |  |
| Stadion: Stadion Galgenwaard, Utrecht Toeschouwers: 15.278 Arbiter: Van Boekel |             |           |                         | Ruiter, Wuytens 66', Van der Maarel, Bulthuis, Van der Hoorn, Asare ( 69' ( Schepers), Sarota ( 82' ( Badjeck), Kali, Van der Gun ( 61' ( Mulenga), Gerndt 7', Oar RESERVEBANK: Verhoeven, Zullo, Mårtensson, Nilsson | Velthuizen, Kalas, Kasjia 19', Van der Heijden, Van Aanholt, Van Ginkel 50', Janssen, Havenaar, Ibarra ( 78' ( Cziommer), Bony, Reis ( 88' ( Pröpper) RESERVEBANK: Room, Mori, Hofs, Yasuda, Kakuta |  |
| Bijz.: Tsjantoeria geschorst                                                   |             |           |                         | | |  |

Speelronde 8:
| zaterdag 6 oktober 2012, 19:45                                    | Vitesse                 | 3-3 (0-1) | sc Heerenveen                | Opstelling Vitesse | Opstelling sc Heerenveen |  |
| Stadion: GelreDome, Arnhem Toeschouwers: 17.011 Arbiter: Liesveld | Bony 53' 70' 79' (pen.) |           | 36' 63' Finnbogason 74' Kums | Velthuizen, Kalas ( 74' ( Mori), Kasjia , Van der Heijden 55', Van Aanholt, Ibarra, Van Ginkel, Bony, Janssen, Havenaar, Reis RESERVEBANK: Room, Hofs, Pröpper, Cziommer, Yasuda, Kakuta | Nordfeldt, Van Anholt, Gouweleeuw ( 76' ( Kum), Kruiswijk 33', 78', Zomer, Raitala, De Roon, Kums ( 90' ( De Ridder), Mareček, Đuričić, Finnbogason ( 82' ( Van La Parra) RESERVEBANK: Vandenbussche, El Akchaoui, Amoah, Pappa |  |
| Stadion: GelreDome, Arnhem Toeschouwers: 17.011 Arbiter: Liesveld |                         |           |                              | Velthuizen, Kalas ( 74' ( Mori), Kasjia , Van der Heijden 55', Van Aanholt, Ibarra, Van Ginkel, Bony, Janssen, Havenaar, Reis RESERVEBANK: Room, Hofs, Pröpper, Cziommer, Yasuda, Kakuta | Nordfeldt, Van Anholt, Gouweleeuw ( 76' ( Kum), Kruiswijk 33', 78', Zomer, Raitala, De Roon, Kums ( 90' ( De Ridder), Mareček, Đuričić, Finnbogason ( 82' ( Van La Parra) RESERVEBANK: Vandenbussche, El Akchaoui, Amoah, Pappa |  |
| Stadion: GelreDome, Arnhem Toeschouwers: 17.011 Arbiter: Liesveld |                         |           |                              | Velthuizen, Kalas ( 74' ( Mori), Kasjia , Van der Heijden 55', Van Aanholt, Ibarra, Van Ginkel, Bony, Janssen, Havenaar, Reis RESERVEBANK: Room, Hofs, Pröpper, Cziommer, Yasuda, Kakuta | Nordfeldt, Van Anholt, Gouweleeuw ( 76' ( Kum), Kruiswijk 33', 78', Zomer, Raitala, De Roon, Kums ( 90' ( De Ridder), Mareček, Đuričić, Finnbogason ( 82' ( Van La Parra) RESERVEBANK: Vandenbussche, El Akchaoui, Amoah, Pappa |  |
| Bijz.: Tsjantoeria geschorst                                      |                         |           |                              | | |  |

Speelronde 9:
| zaterdag 20 oktober 2012, 19:45                                            | NAC Breda | 0-3 (0-1) | Vitesse               | Opstelling NAC Breda | Opstelling Vitesse |  |
| Stadion: Rat Verlegh Stadion, Breda Toeschouwers: 17.500 Arbiter: Makkelie |           |           | 32' Reis 56' 68' Bony | Ten Rouwelaar , De Roover 55', Luijckx 10' ( 60' ( Seuntjens 72'), Botteghin ( 75' ( Van der Weg), Janse, Gudelj, Buijs, Hadouir, Hooi ( 61' ( Verbeek), Schalk 57', Lurling RESERVEBANK: Coremans, Gilissen, Leugers, Lasnik | Velthuizen 59', Kalas 52', Kasjia 37', Van der Heijden 64', Van Aanholt ( 81' ( Yasuda), Van Ginkel, Cziommer, Bony, Janssen, Havenaar ( 81' ( Hofs), Reis RESERVEBANK: Room, Mori, Pröpper, Qazaishvili, Darri |  |
| Stadion: Rat Verlegh Stadion, Breda Toeschouwers: 17.500 Arbiter: Makkelie |           |           |                       | Ten Rouwelaar , De Roover 55', Luijckx 10' ( 60' ( Seuntjens 72'), Botteghin ( 75' ( Van der Weg), Janse, Gudelj, Buijs, Hadouir, Hooi ( 61' ( Verbeek), Schalk 57', Lurling RESERVEBANK: Coremans, Gilissen, Leugers, Lasnik | Velthuizen 59', Kalas 52', Kasjia 37', Van der Heijden 64', Van Aanholt ( 81' ( Yasuda), Van Ginkel, Cziommer, Bony, Janssen, Havenaar ( 81' ( Hofs), Reis RESERVEBANK: Room, Mori, Pröpper, Qazaishvili, Darri |  |
| Stadion: Rat Verlegh Stadion, Breda Toeschouwers: 17.500 Arbiter: Makkelie |           |           |                       | Ten Rouwelaar , De Roover 55', Luijckx 10' ( 60' ( Seuntjens 72'), Botteghin ( 75' ( Van der Weg), Janse, Gudelj, Buijs, Hadouir, Hooi ( 61' ( Verbeek), Schalk 57', Lurling RESERVEBANK: Coremans, Gilissen, Leugers, Lasnik | Velthuizen 59', Kalas 52', Kasjia 37', Van der Heijden 64', Van Aanholt ( 81' ( Yasuda), Van Ginkel, Cziommer, Bony, Janssen, Havenaar ( 81' ( Hofs), Reis RESERVEBANK: Room, Mori, Pröpper, Qazaishvili, Darri |  |
| Bijz.: Tsjantoeria geschorst                                               |           |           |                       | | |  |

Speelronde 10:
| zondag 28 oktober 2012, 16:30                                 | Vitesse        | 1-2 (0-1) | AZ                          | Opstelling Vitesse | Opstelling AZ |  |
| Stadion: GelreDome, Arnhem Toeschouwers: 18.035 Arbiter: Vink | Van Ginkel 72' |           | 39' Beerens 88' Guðmundsson | Velthuizen, Kalas, Kasjia , Van der Heijden, Van Aanholt, Van Ginkel, Cziommer ( 46' ( Ibarra), Janssen, Reis, Bony, Havenaar ( 67' ( Kakuta) RESERVEBANK: Room, Mori, Hofs, Pröpper, Yasuda | Esteban, Marcellis, Reijnen, Viergever 85', Gorter, Henriksen, Elm 48', Maher, Beerens ( 81' ( Rosheuvel), Altidore, Guðmundsson RESERVEBANK: De Winter, Johansson, Falkenburg, Berghuis, Lam, Wijnaldum |  |
| Stadion: GelreDome, Arnhem Toeschouwers: 18.035 Arbiter: Vink |                |           |                             | Velthuizen, Kalas, Kasjia , Van der Heijden, Van Aanholt, Van Ginkel, Cziommer ( 46' ( Ibarra), Janssen, Reis, Bony, Havenaar ( 67' ( Kakuta) RESERVEBANK: Room, Mori, Hofs, Pröpper, Yasuda | Esteban, Marcellis, Reijnen, Viergever 85', Gorter, Henriksen, Elm 48', Maher, Beerens ( 81' ( Rosheuvel), Altidore, Guðmundsson RESERVEBANK: De Winter, Johansson, Falkenburg, Berghuis, Lam, Wijnaldum |  |
| Stadion: GelreDome, Arnhem Toeschouwers: 18.035 Arbiter: Vink |                |           |                             | Velthuizen, Kalas, Kasjia , Van der Heijden, Van Aanholt, Van Ginkel, Cziommer ( 46' ( Ibarra), Janssen, Reis, Bony, Havenaar ( 67' ( Kakuta) RESERVEBANK: Room, Mori, Hofs, Pröpper, Yasuda | Esteban, Marcellis, Reijnen, Viergever 85', Gorter, Henriksen, Elm 48', Maher, Beerens ( 81' ( Rosheuvel), Altidore, Guðmundsson RESERVEBANK: De Winter, Johansson, Falkenburg, Berghuis, Lam, Wijnaldum |  |
| Bijz.: Tsjantoeria geschorst                                  |                |           |                             | | |  |

Speelronde 11:
| zaterdag 3 november 2012, 18:45                                           | Ajax | 0-2 (0-1) | Vitesse      | Opstelling Ajax | Opstelling Vitesse |  |
| Stadion: Amsterdam ArenA, Amsterdam Toeschouwers: 50.965 Arbiter: Kuipers |      |           | 38' 46' Bony | Vermeer, Van Rhijn, Alderweireld, Denswil 79', Blind 41', De Jong , Poulsen ( 57' ( Fischer), Schöne, Sana ( 65' ( Boerrigter), Eriksen, Babel RESERVEBANK: Cillessen, Enoh, Andersen, Veltman, Dijks | Velthuizen, Kalas, Kasjia , Van der Heijden, Van Aanholt, Van Ginkel, Bony, Janssen 78' ( 89' ( Pröpper), Ibarra, Reis ( 78' ( Havenaar), Kakuta ( 69' ( Cziommer) RESERVEBANK: Room, Mori, Hofs, Yasuda |  |
| Stadion: Amsterdam ArenA, Amsterdam Toeschouwers: 50.965 Arbiter: Kuipers |      |           |              | Vermeer, Van Rhijn, Alderweireld, Denswil 79', Blind 41', De Jong , Poulsen ( 57' ( Fischer), Schöne, Sana ( 65' ( Boerrigter), Eriksen, Babel RESERVEBANK: Cillessen, Enoh, Andersen, Veltman, Dijks | Velthuizen, Kalas, Kasjia , Van der Heijden, Van Aanholt, Van Ginkel, Bony, Janssen 78' ( 89' ( Pröpper), Ibarra, Reis ( 78' ( Havenaar), Kakuta ( 69' ( Cziommer) RESERVEBANK: Room, Mori, Hofs, Yasuda |  |
| Stadion: Amsterdam ArenA, Amsterdam Toeschouwers: 50.965 Arbiter: Kuipers |      |           |              | Vermeer, Van Rhijn, Alderweireld, Denswil 79', Blind 41', De Jong , Poulsen ( 57' ( Fischer), Schöne, Sana ( 65' ( Boerrigter), Eriksen, Babel RESERVEBANK: Cillessen, Enoh, Andersen, Veltman, Dijks | Velthuizen, Kalas, Kasjia , Van der Heijden, Van Aanholt, Van Ginkel, Bony, Janssen 78' ( 89' ( Pröpper), Ibarra, Reis ( 78' ( Havenaar), Kakuta ( 69' ( Cziommer) RESERVEBANK: Room, Mori, Hofs, Yasuda |  |
| Bijz.: Berends geschorst                                                  |      |           |              | | |  |

Speelronde 12:
| zondag 11 november 2012, 12:30                                | Vitesse | 0-0 | FC Twente | Opstelling Vitesse | Opstelling FC Twente |  |
| Stadion: GelreDome, Arnhem Toeschouwers: 18.184 Arbiter: Blom |         |     |           | Velthuizen, Kalas, Kasjia , Van der Heijden, Van Aanholt, Van Ginkel, Bony 81', Janssen, Ibarra, Reis 77' ( 83' ( Havenaar), Kakuta RESERVEBANK: Room, Mori, Hofs, Pröpper, Cziommer, Yasuda | Michajlov, Rosales, Douglas, Bengtsson, Braafheid, Brama 23', Janssen 17', Schilder ( 90+1' ( Landzaat), Tadić, Castaignos, Cabral ( 70' ( Boelykin) RESERVEBANK: Boschker, Wisgerhof, Breukers, Gutiérrez, Gyasi |  |
| Stadion: GelreDome, Arnhem Toeschouwers: 18.184 Arbiter: Blom |         |     |           | Velthuizen, Kalas, Kasjia , Van der Heijden, Van Aanholt, Van Ginkel, Bony 81', Janssen, Ibarra, Reis 77' ( 83' ( Havenaar), Kakuta RESERVEBANK: Room, Mori, Hofs, Pröpper, Cziommer, Yasuda | Michajlov, Rosales, Douglas, Bengtsson, Braafheid, Brama 23', Janssen 17', Schilder ( 90+1' ( Landzaat), Tadić, Castaignos, Cabral ( 70' ( Boelykin) RESERVEBANK: Boschker, Wisgerhof, Breukers, Gutiérrez, Gyasi |  |
| Stadion: GelreDome, Arnhem Toeschouwers: 18.184 Arbiter: Blom |         |     |           | Velthuizen, Kalas, Kasjia , Van der Heijden, Van Aanholt, Van Ginkel, Bony 81', Janssen, Ibarra, Reis 77' ( 83' ( Havenaar), Kakuta RESERVEBANK: Room, Mori, Hofs, Pröpper, Cziommer, Yasuda | Michajlov, Rosales, Douglas, Bengtsson, Braafheid, Brama 23', Janssen 17', Schilder ( 90+1' ( Landzaat), Tadić, Castaignos, Cabral ( 70' ( Boelykin) RESERVEBANK: Boschker, Wisgerhof, Breukers, Gutiérrez, Gyasi |  |
|                                                               |         |     |           | | |  |

Speelronde 13:
| zondag 18 november 2012, 12:30                                  | Vitesse                              | 4-1 (1-1) | N.E.C.    | Opstelling Vitesse | Opstelling N.E.C. |  |
| Stadion: GelreDome, Arnhem Toeschouwers: 18.072 Arbiter: Bossen | Bony 11' 80' Kasjia 47' Havenaar 87' |           | 3' Platje | Velthuizen, Kalas, Kasjia , Van der Heijden, Van Aanholt, Ibarra ( 74' ( Hofs), Van Ginkel ( 90' ( Pröpper), Janssen, Kakuta, Bony ( 86' ( Havenaar), Reis RESERVEBANK: Room, Mori, Cziommer, Yasuda | Babos, Will, Van Eijden, Koolwijk 83', Amieux 25', 82', Van der Velden, Platje ( 46' ( Breuer), Foor ( 68' ( Stutter), George ( 86' ( Roorda), Ten Voorde, Pálsson 14', 42' RESERVEBANK: Sinouh, Tutuarima, Disveld, - |  |
| Stadion: GelreDome, Arnhem Toeschouwers: 18.072 Arbiter: Bossen |                                      |           |           | Velthuizen, Kalas, Kasjia , Van der Heijden, Van Aanholt, Ibarra ( 74' ( Hofs), Van Ginkel ( 90' ( Pröpper), Janssen, Kakuta, Bony ( 86' ( Havenaar), Reis RESERVEBANK: Room, Mori, Cziommer, Yasuda | Babos, Will, Van Eijden, Koolwijk 83', Amieux 25', 82', Van der Velden, Platje ( 46' ( Breuer), Foor ( 68' ( Stutter), George ( 86' ( Roorda), Ten Voorde, Pálsson 14', 42' RESERVEBANK: Sinouh, Tutuarima, Disveld, - |  |
| Stadion: GelreDome, Arnhem Toeschouwers: 18.072 Arbiter: Bossen |                                      |           |           | Velthuizen, Kalas, Kasjia , Van der Heijden, Van Aanholt, Ibarra ( 74' ( Hofs), Van Ginkel ( 90' ( Pröpper), Janssen, Kakuta, Bony ( 86' ( Havenaar), Reis RESERVEBANK: Room, Mori, Cziommer, Yasuda | Babos, Will, Van Eijden, Koolwijk 83', Amieux 25', 82', Van der Velden, Platje ( 46' ( Breuer), Foor ( 68' ( Stutter), George ( 86' ( Roorda), Ten Voorde, Pálsson 14', 42' RESERVEBANK: Sinouh, Tutuarima, Disveld, - |  |
|                                                                 |                                      |           |           | | |  |

Speelronde 14:
| zondag 25 november 2012, 14:30                                            | PSV        | 1-2 (1-1) | Vitesse           | Opstelling PSV | Opstelling Vitesse |  |
| Stadion: Philips Stadion, Eindhoven Toeschouwers: 33.000 Arbiter: Nijhuis | Derijck 5' |           | 15' Reis 74' Bony | Waterman, Hutchinson, Derijck ( 79' ( Locadia), Marcelo, Bouma, Van Bommel, Wijnaldum, Strootman 82', Narsingh, Lens, Mertens 18' RESERVEBANK: Tytoń, Jørgensen, Engelaar, Van Ooijen, Depay, Manolev | Velthuizen, Kalas, Kasjia , Van der Heijden, Van Aanholt, Van Ginkel 4', Bony 68', Janssen, Ibarra ( 90' ( Pröpper), Reis 15' ( 79' ( Cziommer), Kakuta RESERVEBANK: Room, Mori, Hofs, Havenaar, Yasuda |  |
| Stadion: Philips Stadion, Eindhoven Toeschouwers: 33.000 Arbiter: Nijhuis |            |           |                   | Waterman, Hutchinson, Derijck ( 79' ( Locadia), Marcelo, Bouma, Van Bommel, Wijnaldum, Strootman 82', Narsingh, Lens, Mertens 18' RESERVEBANK: Tytoń, Jørgensen, Engelaar, Van Ooijen, Depay, Manolev | Velthuizen, Kalas, Kasjia , Van der Heijden, Van Aanholt, Van Ginkel 4', Bony 68', Janssen, Ibarra ( 90' ( Pröpper), Reis 15' ( 79' ( Cziommer), Kakuta RESERVEBANK: Room, Mori, Hofs, Havenaar, Yasuda |  |
| Stadion: Philips Stadion, Eindhoven Toeschouwers: 33.000 Arbiter: Nijhuis |            |           |                   | Waterman, Hutchinson, Derijck ( 79' ( Locadia), Marcelo, Bouma, Van Bommel, Wijnaldum, Strootman 82', Narsingh, Lens, Mertens 18' RESERVEBANK: Tytoń, Jørgensen, Engelaar, Van Ooijen, Depay, Manolev | Velthuizen, Kalas, Kasjia , Van der Heijden, Van Aanholt, Van Ginkel 4', Bony 68', Janssen, Ibarra ( 90' ( Pröpper), Reis 15' ( 79' ( Cziommer), Kakuta RESERVEBANK: Room, Mori, Hofs, Havenaar, Yasuda |  |
|                                                                           |            |           |                   | | |  |

Speelronde 15:
| zondag 2 december 2012, 16:30 | Vitesse                     | 3-0 (2-0) | Roda JC Kerkrade | Opstelling Vitesse | Opstelling Roda JC Kerkrade |  |
| Stadion: GelreDome, Arnhem Toeschouwers: 16.457 Arbiter: Lardot                                                                       | Van Ginkel 10' Reis 42' 62' |           |                  | Velthuizen, Kalas, Kasjia , Van der Heijden, Van Aanholt, Van Ginkel 82' ( 85' ( Mori), Bony, Janssen, Ibarra ( 59' ( Havenaar), Reis ( 75' ( Cziommer), Kakuta RESERVEBANK: Room, Pröpper, Yasuda, Darri | Kurto, Monteyne, Biemans, Kádár, Hempte 32', Hupperts ( 73' ( Delorge), Danilo Pereira, Németh, Fledderus, Affane ( 82' ( Ramzi), Malki RESERVEBANK: Prus, Wielaert, Lebedyński, Sutchuin-Djoum, Albertus |  |
| Stadion: GelreDome, Arnhem Toeschouwers: 16.457 Arbiter: Lardot                                                                       |                             |           |                  | Velthuizen, Kalas, Kasjia , Van der Heijden, Van Aanholt, Van Ginkel 82' ( 85' ( Mori), Bony, Janssen, Ibarra ( 59' ( Havenaar), Reis ( 75' ( Cziommer), Kakuta RESERVEBANK: Room, Pröpper, Yasuda, Darri | Kurto, Monteyne, Biemans, Kádár, Hempte 32', Hupperts ( 73' ( Delorge), Danilo Pereira, Németh, Fledderus, Affane ( 82' ( Ramzi), Malki RESERVEBANK: Prus, Wielaert, Lebedyński, Sutchuin-Djoum, Albertus |  |
| Stadion: GelreDome, Arnhem Toeschouwers: 16.457 Arbiter: Lardot                                                                       |                             |           |                  | Velthuizen, Kalas, Kasjia , Van der Heijden, Van Aanholt, Van Ginkel 82' ( 85' ( Mori), Bony, Janssen, Ibarra ( 59' ( Havenaar), Reis ( 75' ( Cziommer), Kakuta RESERVEBANK: Room, Pröpper, Yasuda, Darri | Kurto, Monteyne, Biemans, Kádár, Hempte 32', Hupperts ( 73' ( Delorge), Danilo Pereira, Németh, Fledderus, Affane ( 82' ( Ramzi), Malki RESERVEBANK: Prus, Wielaert, Lebedyński, Sutchuin-Djoum, Albertus |  |
| Bijz.: Roda JC Kerkrade speelt in het rood-witte shirt van Arnhemse Boys omdat de scheidsrechter het reguliere uitshirt had afgekeurd |                             |           |                  | | |  |

Speelronde 16:
| zondag 9 december 2012, 14:30                                                    | VVV-Venlo                       | 3-1 (1-1) | Vitesse        | Opstelling VVV-Venlo | Opstelling Vitesse |  |
| Stadion: Seacon Stadion - De Koel -, Venlo Toeschouwers: 6.500 Arbiter: Makkelie | Ōtsu 40' Linssen 55' Cullen 80' |           | 10' Van Ginkel | Mäenpää, Joppen, Röseler, Seip, Fleuren, Maguire, Radosavljevič, Van Haaren, Türk ( 35' ( Ōtsu), Linssen ( 77' ( Ammi), Cullen RESERVEBANK: Heimann, Vorstermans, Nwofor, Bergkamp, Leiwakabessy | Velthuizen, Kalas, Kasjia , Van der Heijden, Van Aanholt, Van Ginkel, Bony, Janssen, Ibarra ( 58' ( Havenaar), Reis, Kakuta 86' RESERVEBANK: Room, Mori, Hofs, Pröpper, Cziommer, Yasuda |  |
| Stadion: Seacon Stadion - De Koel -, Venlo Toeschouwers: 6.500 Arbiter: Makkelie |                                 |           |                | Mäenpää, Joppen, Röseler, Seip, Fleuren, Maguire, Radosavljevič, Van Haaren, Türk ( 35' ( Ōtsu), Linssen ( 77' ( Ammi), Cullen RESERVEBANK: Heimann, Vorstermans, Nwofor, Bergkamp, Leiwakabessy | Velthuizen, Kalas, Kasjia , Van der Heijden, Van Aanholt, Van Ginkel, Bony, Janssen, Ibarra ( 58' ( Havenaar), Reis, Kakuta 86' RESERVEBANK: Room, Mori, Hofs, Pröpper, Cziommer, Yasuda |  |
| Stadion: Seacon Stadion - De Koel -, Venlo Toeschouwers: 6.500 Arbiter: Makkelie |                                 |           |                | Mäenpää, Joppen, Röseler, Seip, Fleuren, Maguire, Radosavljevič, Van Haaren, Türk ( 35' ( Ōtsu), Linssen ( 77' ( Ammi), Cullen RESERVEBANK: Heimann, Vorstermans, Nwofor, Bergkamp, Leiwakabessy | Velthuizen, Kalas, Kasjia , Van der Heijden, Van Aanholt, Van Ginkel, Bony, Janssen, Ibarra ( 58' ( Havenaar), Reis, Kakuta 86' RESERVEBANK: Room, Mori, Hofs, Pröpper, Cziommer, Yasuda |  |
|                                                                                  |                                 |           |                | | |  |

Speelronde 17:
| zondag 16 december 2012, 14:30                                       | Vitesse              | 2-2 (1-0) | RKC Waalwijk              | Opstelling Vitesse | Opstelling RKC Waalwijk |  |
| Stadion: GelreDome, Arnhem Toeschouwers: 17.219 Arbiter: Wiedemeijer | Bony 8' Cziommer 81' |           | 78' Chevalier 90+3' Duits | Velthuizen, Kalas, Kasjia , Van der Heijden 31', Van Aanholt, Darri ( 46' ( Ibarra), Van Ginkel, Bony 76', Janssen, Kakuta ( 65' ( Cziommer), Reis RESERVEBANK: Room, Mori, Hofs, Havenaar, Yasuda | Zoet, Martina, Drost, Van Mosselveld ( 86' ( Lieder), Van Peppen, Najah, Braber, Duits, Jozefzoon, Chevalier, Boukhari 90+2' RESERVEBANK: Van den Kieboom, Sneijder, Zeldenrust, Stans, Ramos, Ramlal |  |
| Stadion: GelreDome, Arnhem Toeschouwers: 17.219 Arbiter: Wiedemeijer |                      |           |                           | Velthuizen, Kalas, Kasjia , Van der Heijden 31', Van Aanholt, Darri ( 46' ( Ibarra), Van Ginkel, Bony 76', Janssen, Kakuta ( 65' ( Cziommer), Reis RESERVEBANK: Room, Mori, Hofs, Havenaar, Yasuda | Zoet, Martina, Drost, Van Mosselveld ( 86' ( Lieder), Van Peppen, Najah, Braber, Duits, Jozefzoon, Chevalier, Boukhari 90+2' RESERVEBANK: Van den Kieboom, Sneijder, Zeldenrust, Stans, Ramos, Ramlal |  |
| Stadion: GelreDome, Arnhem Toeschouwers: 17.219 Arbiter: Wiedemeijer |                      |           |                           | Velthuizen, Kalas, Kasjia , Van der Heijden 31', Van Aanholt, Darri ( 46' ( Ibarra), Van Ginkel, Bony 76', Janssen, Kakuta ( 65' ( Cziommer), Reis RESERVEBANK: Room, Mori, Hofs, Havenaar, Yasuda | Zoet, Martina, Drost, Van Mosselveld ( 86' ( Lieder), Van Peppen, Najah, Braber, Duits, Jozefzoon, Chevalier, Boukhari 90+2' RESERVEBANK: Van den Kieboom, Sneijder, Zeldenrust, Stans, Ramos, Ramlal |  |
|                                                                      |                      |           |                           | | |  |

Speelronde 18:
| zaterdag 22 december 2012, 18:45                                            | sc Heerenveen               | 2-1 (1-1) | Vitesse    | Opstelling sc Heerenveen | Opstelling Vitesse |  |
| Stadion: Abe Lenstra Stadion, Heerenveen Toeschouwers: 25.126 Arbiter: Vink | Đuričić 30' Finnbogason 50' |           | 39' Kasjia | Nordfeldt, Kum, Gouweleeuw, Zomer, Kruiswijk, De Roon, Mareček, Kums 57' ( 84' ( Van Anholt), Van La Parra ( 90+1' ( De Ridder), Finnbogason ( 90+4' ( Otigba), Đuričić 40' RESERVEBANK: Vandenbussche, Pappa, Raitala, Uth | Velthuizen, Kalas, Kasjia , Mori ( 64' ( Cziommer), Van Aanholt 27', Van Ginkel, Bony, Janssen 44', Ibarra, Reis 28', Kakuta ( 74' ( Havenaar 79') RESERVEBANK: Room, Hofs, Pröpper, Yasuda, Darri |  |
| Stadion: Abe Lenstra Stadion, Heerenveen Toeschouwers: 25.126 Arbiter: Vink |                             |           |            | Nordfeldt, Kum, Gouweleeuw, Zomer, Kruiswijk, De Roon, Mareček, Kums 57' ( 84' ( Van Anholt), Van La Parra ( 90+1' ( De Ridder), Finnbogason ( 90+4' ( Otigba), Đuričić 40' RESERVEBANK: Vandenbussche, Pappa, Raitala, Uth | Velthuizen, Kalas, Kasjia , Mori ( 64' ( Cziommer), Van Aanholt 27', Van Ginkel, Bony, Janssen 44', Ibarra, Reis 28', Kakuta ( 74' ( Havenaar 79') RESERVEBANK: Room, Hofs, Pröpper, Yasuda, Darri |  |
| Stadion: Abe Lenstra Stadion, Heerenveen Toeschouwers: 25.126 Arbiter: Vink |                             |           |            | Nordfeldt, Kum, Gouweleeuw, Zomer, Kruiswijk, De Roon, Mareček, Kums 57' ( 84' ( Van Anholt), Van La Parra ( 90+1' ( De Ridder), Finnbogason ( 90+4' ( Otigba), Đuričić 40' RESERVEBANK: Vandenbussche, Pappa, Raitala, Uth | Velthuizen, Kalas, Kasjia , Mori ( 64' ( Cziommer), Van Aanholt 27', Van Ginkel, Bony, Janssen 44', Ibarra, Reis 28', Kakuta ( 74' ( Havenaar 79') RESERVEBANK: Room, Hofs, Pröpper, Yasuda, Darri |  |
| Bijz.: Van der Heijden geschorst                                            |                             |           |            | | |  |

Speelronde 19:
| zaterdag 19 januari 2013, 20:45                                       | AZ                               | 4-1 (0-0) | Vitesse    | Opstelling AZ | Opstelling Vitesse |  |
| Stadion: AFAS Stadion, Alkmaar Toeschouwers: 16.078 Arbiter: Wegereef | Altidore 55' 64' 77' Beerens 62' |           | 83' Kakuta | Esteban, Marcellis, Reijnen, Viergever 71', Gorter, Henriksen, Maher, Elm, Beerens ( 87' ( Johansson), Altidore, Guðmundsson RESERVEBANK: De Winter, Boymans, Falkenburg, Berghuis, Lam, Wijnaldum | Velthuizen, Kalas ( 80' ( Van der Struijk), Kasjia , Van der Heijden, Van Aanholt, Van Ginkel, Janssen, Cziommer 31' ( 70' ( Havenaar), Ibarra, Reis, Kakuta RESERVEBANK: Room, Mori, Hofs, Yasuda, Qazaishvili |  |
| Stadion: AFAS Stadion, Alkmaar Toeschouwers: 16.078 Arbiter: Wegereef |                                  |           |            | Esteban, Marcellis, Reijnen, Viergever 71', Gorter, Henriksen, Maher, Elm, Beerens ( 87' ( Johansson), Altidore, Guðmundsson RESERVEBANK: De Winter, Boymans, Falkenburg, Berghuis, Lam, Wijnaldum | Velthuizen, Kalas ( 80' ( Van der Struijk), Kasjia , Van der Heijden, Van Aanholt, Van Ginkel, Janssen, Cziommer 31' ( 70' ( Havenaar), Ibarra, Reis, Kakuta RESERVEBANK: Room, Mori, Hofs, Yasuda, Qazaishvili |  |
| Stadion: AFAS Stadion, Alkmaar Toeschouwers: 16.078 Arbiter: Wegereef |                                  |           |            | Esteban, Marcellis, Reijnen, Viergever 71', Gorter, Henriksen, Maher, Elm, Beerens ( 87' ( Johansson), Altidore, Guðmundsson RESERVEBANK: De Winter, Boymans, Falkenburg, Berghuis, Lam, Wijnaldum | Velthuizen, Kalas ( 80' ( Van der Struijk), Kasjia , Van der Heijden, Van Aanholt, Van Ginkel, Janssen, Cziommer 31' ( 70' ( Havenaar), Ibarra, Reis, Kakuta RESERVEBANK: Room, Mori, Hofs, Yasuda, Qazaishvili |  |
|                                                                       |                                  |           |            | | |  |

Speelronde 20:
| zondag 27 januari 2013, 12:30                                    | Vitesse                                | 3-2 (0-1) | Ajax                          | Opstelling Vitesse | Opstelling Ajax |  |
| Stadion: GelreDome, Arnhem Toeschouwers: 21.867 Arbiter: Nijhuis | Janssen 68' Van Aanholt 79' Ibarra 81' |           | 33' (e.d.) Kasjia 64' Eriksen | Velthuizen, Kalas, Kasjia , Van der Heijden, Van Aanholt 41', Janssen, Van Ginkel, Ibarra, Kakuta, Reis, Havenaar RESERVEBANK: Room, Mori, Van der Struijk, Hofs, Cziommer, Yasuda, Qazaishvili | Vermeer, Veltman, Alderweireld, Moisander 30' ( 86' ( Hoesen), Blind, Schöne, Poulsen, Eriksen, Boerrigter ( 80' ( Lukoki), De Jong , Fischer ( 67' ( Sana) RESERVEBANK: Cillessen, Enoh, Koppers, Ligeon |  |
| Stadion: GelreDome, Arnhem Toeschouwers: 21.867 Arbiter: Nijhuis |                                        |           |                               | Velthuizen, Kalas, Kasjia , Van der Heijden, Van Aanholt 41', Janssen, Van Ginkel, Ibarra, Kakuta, Reis, Havenaar RESERVEBANK: Room, Mori, Van der Struijk, Hofs, Cziommer, Yasuda, Qazaishvili | Vermeer, Veltman, Alderweireld, Moisander 30' ( 86' ( Hoesen), Blind, Schöne, Poulsen, Eriksen, Boerrigter ( 80' ( Lukoki), De Jong , Fischer ( 67' ( Sana) RESERVEBANK: Cillessen, Enoh, Koppers, Ligeon |  |
| Stadion: GelreDome, Arnhem Toeschouwers: 21.867 Arbiter: Nijhuis |                                        |           |                               | Velthuizen, Kalas, Kasjia , Van der Heijden, Van Aanholt 41', Janssen, Van Ginkel, Ibarra, Kakuta, Reis, Havenaar RESERVEBANK: Room, Mori, Van der Struijk, Hofs, Cziommer, Yasuda, Qazaishvili | Vermeer, Veltman, Alderweireld, Moisander 30' ( 86' ( Hoesen), Blind, Schöne, Poulsen, Eriksen, Boerrigter ( 80' ( Lukoki), De Jong , Fischer ( 67' ( Sana) RESERVEBANK: Cillessen, Enoh, Koppers, Ligeon |  |
|                                                                  |                                        |           |                               | | |  |

Speelronde 21:
| zondag 3 februari 2013, 12:30                                           | N.E.C.                 | 2-1 (1-0) | Vitesse      | Opstelling N.E.C. | Opstelling Vitesse |  |
| Stadion: Goffertstadion, Nijmegen Toeschouwers: 12.500 Arbiter: Kuipers | Amieux 38' Boymans 74' |           | 51' Havenaar | Sinouh, Will, Van Eijden, Breuer, Amieux, Van der Velden 87', Pálsson, Koolwijk, Foor ( 61' ( Falkenburg), Platje ( 67' ( Boymans), Rieks RESERVEBANK: Babos, Bovenberg, George, Čmovš, Stutter | Velthuizen, Kalas, Kasjia , Van der Heijden, Van Aanholt, Van Ginkel, Reis, Janssen 44', Ibarra 83' ( 85' ( Qazaishvili), Havenaar, Kakuta RESERVEBANK: Room, Mori, Van der Struijk, Cziommer, Yasuda, Darri |  |
| Stadion: Goffertstadion, Nijmegen Toeschouwers: 12.500 Arbiter: Kuipers |                        |           |              | Sinouh, Will, Van Eijden, Breuer, Amieux, Van der Velden 87', Pálsson, Koolwijk, Foor ( 61' ( Falkenburg), Platje ( 67' ( Boymans), Rieks RESERVEBANK: Babos, Bovenberg, George, Čmovš, Stutter | Velthuizen, Kalas, Kasjia , Van der Heijden, Van Aanholt, Van Ginkel, Reis, Janssen 44', Ibarra 83' ( 85' ( Qazaishvili), Havenaar, Kakuta RESERVEBANK: Room, Mori, Van der Struijk, Cziommer, Yasuda, Darri |  |
| Stadion: Goffertstadion, Nijmegen Toeschouwers: 12.500 Arbiter: Kuipers |                        |           |              | Sinouh, Will, Van Eijden, Breuer, Amieux, Van der Velden 87', Pálsson, Koolwijk, Foor ( 61' ( Falkenburg), Platje ( 67' ( Boymans), Rieks RESERVEBANK: Babos, Bovenberg, George, Čmovš, Stutter | Velthuizen, Kalas, Kasjia , Van der Heijden, Van Aanholt, Van Ginkel, Reis, Janssen 44', Ibarra 83' ( 85' ( Qazaishvili), Havenaar, Kakuta RESERVEBANK: Room, Mori, Van der Struijk, Cziommer, Yasuda, Darri |  |
| Bijz.: Rutten ziek, Menzo als coach op de bank                          |                        |           |              | | |  |

Speelronde 22:
| zaterdag 9 februari 2013, 20:45                                     | Vitesse             | 2-2 (0-1) | PSV                              | Opstelling Vitesse | Opstelling PSV |  |
| Stadion: GelreDome, Arnhem Toeschouwers: 22.315 Arbiter: Van Boekel | Bony 77' (pen.) 88' |           | 19' (pen.) Mertens 78' Wijnaldum | Velthuizen, Van der Struijk ( 71' ( Kalas), Kasjia , Van der Heijden, Van Aanholt, Van Ginkel ( 82' ( Cziommer), Reis ( 68' ( Havenaar), Janssen 84', Ibarra, Bony, Kakuta RESERVEBANK: Room, Mori, Yasuda, Qazaishvili | Waterman, Hutchinson 70', Derijck, Marcelo 75', Willems, Hiljemark, Van Bommel, Strootman, Wijnaldum 60', Lens, Mertens ( 74' ( Matavž) RESERVEBANK: Tytoń, Jørgensen, Bouma, Engelaar, Locadia, Depay |  |
| Stadion: GelreDome, Arnhem Toeschouwers: 22.315 Arbiter: Van Boekel |                     |           |                                  | Velthuizen, Van der Struijk ( 71' ( Kalas), Kasjia , Van der Heijden, Van Aanholt, Van Ginkel ( 82' ( Cziommer), Reis ( 68' ( Havenaar), Janssen 84', Ibarra, Bony, Kakuta RESERVEBANK: Room, Mori, Yasuda, Qazaishvili | Waterman, Hutchinson 70', Derijck, Marcelo 75', Willems, Hiljemark, Van Bommel, Strootman, Wijnaldum 60', Lens, Mertens ( 74' ( Matavž) RESERVEBANK: Tytoń, Jørgensen, Bouma, Engelaar, Locadia, Depay |  |
| Stadion: GelreDome, Arnhem Toeschouwers: 22.315 Arbiter: Van Boekel |                     |           |                                  | Velthuizen, Van der Struijk ( 71' ( Kalas), Kasjia , Van der Heijden, Van Aanholt, Van Ginkel ( 82' ( Cziommer), Reis ( 68' ( Havenaar), Janssen 84', Ibarra, Bony, Kakuta RESERVEBANK: Room, Mori, Yasuda, Qazaishvili | Waterman, Hutchinson 70', Derijck, Marcelo 75', Willems, Hiljemark, Van Bommel, Strootman, Wijnaldum 60', Lens, Mertens ( 74' ( Matavž) RESERVEBANK: Tytoń, Jørgensen, Bouma, Engelaar, Locadia, Depay |  |
|                                                                     |                     |           |                                  | | |  |

Speelronde 23:
| zondag 17 februari 2013, 12:30                                                                                             | Vitesse                      | 2-0 (0-0) | FC Groningen | Opstelling Vitesse | Opstelling FC Groningen |  |
| Stadion: GelreDome, Arnhem Toeschouwers: 17.087 Arbiter: Liesveld                                                          | Havenaar 53' Bony 63' (pen.) |           |              | Velthuizen, Kalas, Kasjia , Van der Heijden, Van Aanholt, Van Ginkel, Bony, Cziommer ( 79' ( Van der Struijk), Ibarra, Reis, Havenaar RESERVEBANK: Room, Mori, Yasuda, Qazaishvili, Vink, Darri | Bizot, Kappelhof, Van Dijk, Kwakman, Burnet, Ajilore 62', De Leeuw ( 72' ( Texeira), Lindgren ( 72' ( Kieftenbeld), Kirm, Zeefuik, Bos ( 66' ( Bacuna 76') RESERVEBANK: Luciano, Sparv, Magnasco, Bakker |  |
| Stadion: GelreDome, Arnhem Toeschouwers: 17.087 Arbiter: Liesveld                                                          |                              |           |              | Velthuizen, Kalas, Kasjia , Van der Heijden, Van Aanholt, Van Ginkel, Bony, Cziommer ( 79' ( Van der Struijk), Ibarra, Reis, Havenaar RESERVEBANK: Room, Mori, Yasuda, Qazaishvili, Vink, Darri | Bizot, Kappelhof, Van Dijk, Kwakman, Burnet, Ajilore 62', De Leeuw ( 72' ( Texeira), Lindgren ( 72' ( Kieftenbeld), Kirm, Zeefuik, Bos ( 66' ( Bacuna 76') RESERVEBANK: Luciano, Sparv, Magnasco, Bakker |  |
| Stadion: GelreDome, Arnhem Toeschouwers: 17.087 Arbiter: Liesveld                                                          |                              |           |              | Velthuizen, Kalas, Kasjia , Van der Heijden, Van Aanholt, Van Ginkel, Bony, Cziommer ( 79' ( Van der Struijk), Ibarra, Reis, Havenaar RESERVEBANK: Room, Mori, Yasuda, Qazaishvili, Vink, Darri | Bizot, Kappelhof, Van Dijk, Kwakman, Burnet, Ajilore 62', De Leeuw ( 72' ( Texeira), Lindgren ( 72' ( Kieftenbeld), Kirm, Zeefuik, Bos ( 66' ( Bacuna 76') RESERVEBANK: Luciano, Sparv, Magnasco, Bakker |  |
| Bijz.: Janssen geschorst; scheidsrechter Wegereef zou oorspronkelijk fluiten maar werd een dag voor de wedstrijd vervangen |                              |           |              | | |  |

Speelronde 24:
| zaterdag 23 februari 2013, 18:45                                    | Heracles Almelo                         | 3-5 (1-2) | Vitesse                                   | Opstelling Heracles Almelo | Opstelling Vitesse |  |
| Stadion: Polman Stadion, Almelo Toeschouwers: 8.460 Arbiter: Higler | Duarte 31' Castillion 73' Gouriye 90+3' |           | 19' 51' 53' 90+1' Bony 23' 51' Van Ginkel | Pasveer, Schenkeveld, Rienstra 57', Dorda, Quansah, Vujičević ( 25' ( Koenders), Bruns 55', 86', Duarte 50', Gouriye, Vejinović, Everton ( 69' ( Castillion) RESERVEBANK: Van Loo, Paljić, Schamp, Te Wierik, Belterman | Velthuizen, Kalas, Kasjia , Van der Heijden, Van Aanholt, Van Ginkel, Havenaar, Cziommer 45+1', Ibarra ( 88' ( Yasuda), Bony, Reis ( 39' ( Qazaishvili 80') RESERVEBANK: Room, Mori, Van der Struijk, Vink, - |  |
| Stadion: Polman Stadion, Almelo Toeschouwers: 8.460 Arbiter: Higler |                                         |           |                                           | Pasveer, Schenkeveld, Rienstra 57', Dorda, Quansah, Vujičević ( 25' ( Koenders), Bruns 55', 86', Duarte 50', Gouriye, Vejinović, Everton ( 69' ( Castillion) RESERVEBANK: Van Loo, Paljić, Schamp, Te Wierik, Belterman | Velthuizen, Kalas, Kasjia , Van der Heijden, Van Aanholt, Van Ginkel, Havenaar, Cziommer 45+1', Ibarra ( 88' ( Yasuda), Bony, Reis ( 39' ( Qazaishvili 80') RESERVEBANK: Room, Mori, Van der Struijk, Vink, - |  |
| Stadion: Polman Stadion, Almelo Toeschouwers: 8.460 Arbiter: Higler |                                         |           |                                           | Pasveer, Schenkeveld, Rienstra 57', Dorda, Quansah, Vujičević ( 25' ( Koenders), Bruns 55', 86', Duarte 50', Gouriye, Vejinović, Everton ( 69' ( Castillion) RESERVEBANK: Van Loo, Paljić, Schamp, Te Wierik, Belterman | Velthuizen, Kalas, Kasjia , Van der Heijden, Van Aanholt, Van Ginkel, Havenaar, Cziommer 45+1', Ibarra ( 88' ( Yasuda), Bony, Reis ( 39' ( Qazaishvili 80') RESERVEBANK: Room, Mori, Van der Struijk, Vink, - |  |
| Bijz.: Janssen geschorst; Vitesse speelt in het Airborne-tenue      |                                         |           |                                           | | |  |

Speelronde 25:
| vrijdag 1 maart 2013, 20:00 | Vitesse               | 2-0 (1-0) | FC Utrecht | Opstelling Vitesse | Opstelling FC Utrecht |  |
| Stadion: GelreDome, Arnhem Toeschouwers: 18.608 Arbiter: Nijhuis | Havenaar 15' Bony 56' |           |            | Velthuizen, Kalas, Kasjia , Van der Heijden, Van Aanholt, Van Ginkel, Havenaar, Cziommer ( 19' ( Van der Struijk), Ibarra, Bony, Kakuta RESERVEBANK: Room, Mori, Reis, Yasuda, Qazaishvili, Vink | Ruiter, Van der Maarel 60', Van der Hoorn, Wuytens, Bulthuis, Duplan, Mårtensson ( 70' ( De Kogel), Kali, Oar 31' ( 80' ( Schepers), Van der Gun, Mulenga RESERVEBANK: Verhoeven, Ayoub, Heerings, Pappot, Markiet |  |
| Stadion: GelreDome, Arnhem Toeschouwers: 18.608 Arbiter: Nijhuis |                       |           |            | Velthuizen, Kalas, Kasjia , Van der Heijden, Van Aanholt, Van Ginkel, Havenaar, Cziommer ( 19' ( Van der Struijk), Ibarra, Bony, Kakuta RESERVEBANK: Room, Mori, Reis, Yasuda, Qazaishvili, Vink | Ruiter, Van der Maarel 60', Van der Hoorn, Wuytens, Bulthuis, Duplan, Mårtensson ( 70' ( De Kogel), Kali, Oar 31' ( 80' ( Schepers), Van der Gun, Mulenga RESERVEBANK: Verhoeven, Ayoub, Heerings, Pappot, Markiet |  |
| Stadion: GelreDome, Arnhem Toeschouwers: 18.608 Arbiter: Nijhuis |                       |           |            | Velthuizen, Kalas, Kasjia , Van der Heijden, Van Aanholt, Van Ginkel, Havenaar, Cziommer ( 19' ( Van der Struijk), Ibarra, Bony, Kakuta RESERVEBANK: Room, Mori, Reis, Yasuda, Qazaishvili, Vink | Ruiter, Van der Maarel 60', Van der Hoorn, Wuytens, Bulthuis, Duplan, Mårtensson ( 70' ( De Kogel), Kali, Oar 31' ( 80' ( Schepers), Van der Gun, Mulenga RESERVEBANK: Verhoeven, Ayoub, Heerings, Pappot, Markiet |  |
| Bijz.: Janssen geschorst. Rondom en tijdens de wedstrijd is er een eerbetoon aan de overleden Theo Bos; beide teams spelen met rouwbanden; Van der Heijden speelt niet met rugnummer 4 (van Bos) maar 23; na de vierde minuut ligt het spel kort stil met applaus vanaf de tribune |                       |           |            | | |  |

Speelronde 26:
| zondag 10 maart 2013, 16:30                                              | FC Twente | 0-1 (0-0) | Vitesse  | Opstelling FC Twente | Opstelling Vitesse |  |
| Stadion: De Grolsch Veste, Enschede Toeschouwers: 29.700 Arbiter: Bossen |           |           | 63' Bony | Michajlov, Breukers, Bengtsson ( 73' ( Wisgerhof), Braafheid, Schilder, Fer ( 90' ( Zschusschen), Brama 89', W. Janssen ( 82' ( Castaignos), Hölscher, Boelykin, Tadić RESERVEBANK: Plattel, Cabral, Gutiérrez, Pelupessy | Velthuizen, Kalas ( 46' ( Reis), Kasjia , Van der Struijk ( 86' ( Mori), Van Aanholt, Van Ginkel, Bony, Janssen, Ibarra 31', Havenaar, Kakuta ( 76' ( Pröpper) RESERVEBANK: Room, Yasuda, Qazaishvili, Vink |  |
| Stadion: De Grolsch Veste, Enschede Toeschouwers: 29.700 Arbiter: Bossen |           |           |          | Michajlov, Breukers, Bengtsson ( 73' ( Wisgerhof), Braafheid, Schilder, Fer ( 90' ( Zschusschen), Brama 89', W. Janssen ( 82' ( Castaignos), Hölscher, Boelykin, Tadić RESERVEBANK: Plattel, Cabral, Gutiérrez, Pelupessy | Velthuizen, Kalas ( 46' ( Reis), Kasjia , Van der Struijk ( 86' ( Mori), Van Aanholt, Van Ginkel, Bony, Janssen, Ibarra 31', Havenaar, Kakuta ( 76' ( Pröpper) RESERVEBANK: Room, Yasuda, Qazaishvili, Vink |  |
| Stadion: De Grolsch Veste, Enschede Toeschouwers: 29.700 Arbiter: Bossen |           |           |          | Michajlov, Breukers, Bengtsson ( 73' ( Wisgerhof), Braafheid, Schilder, Fer ( 90' ( Zschusschen), Brama 89', W. Janssen ( 82' ( Castaignos), Hölscher, Boelykin, Tadić RESERVEBANK: Plattel, Cabral, Gutiérrez, Pelupessy | Velthuizen, Kalas ( 46' ( Reis), Kasjia , Van der Struijk ( 86' ( Mori), Van Aanholt, Van Ginkel, Bony, Janssen, Ibarra 31', Havenaar, Kakuta ( 76' ( Pröpper) RESERVEBANK: Room, Yasuda, Qazaishvili, Vink |  |
|                                                                          |           |           |          | | |  |

Speelronde 27:
| zaterdag 16 maart 2013, 20:45                                                | ADO Den Haag | 0-4 (0-2) | Vitesse                                 | Opstelling ADO Den Haag | Opstelling Vitesse |  |
| Stadion: Kyocera Stadion, Den Haag Toeschouwers: 10.577 Arbiter: Wiedemeijer |              |           | 8' 39' Bony 55' Van Ginkel 85' Havenaar | De Zwart, Omeruo, V. Wormgoor, Leeuwin, Koppers 80', Holla, Jansen, Meijers, Chery, Van Duinen ( 88' ( Bakker), Kolk ( 69' ( Vicento) RESERVEBANK: Meeuwissen, Supusepa, Poepon, Visser, Buwalda | Velthuizen ( 25' ( Room), Kalas, Kasjia ( 88' ( Yasuda), Van der Struijk, Van Aanholt, Van Ginkel, Bony, Janssen ( 88'+), Ibarra, Havenaar ( 86' ( Reis), Kakuta RESERVEBANK: Mori, Pröpper, Qazaishvili, Vink |  |
| Stadion: Kyocera Stadion, Den Haag Toeschouwers: 10.577 Arbiter: Wiedemeijer |              |           |                                         | De Zwart, Omeruo, V. Wormgoor, Leeuwin, Koppers 80', Holla, Jansen, Meijers, Chery, Van Duinen ( 88' ( Bakker), Kolk ( 69' ( Vicento) RESERVEBANK: Meeuwissen, Supusepa, Poepon, Visser, Buwalda | Velthuizen ( 25' ( Room), Kalas, Kasjia ( 88' ( Yasuda), Van der Struijk, Van Aanholt, Van Ginkel, Bony, Janssen ( 88'+), Ibarra, Havenaar ( 86' ( Reis), Kakuta RESERVEBANK: Mori, Pröpper, Qazaishvili, Vink |  |
| Stadion: Kyocera Stadion, Den Haag Toeschouwers: 10.577 Arbiter: Wiedemeijer |              |           |                                         | De Zwart, Omeruo, V. Wormgoor, Leeuwin, Koppers 80', Holla, Jansen, Meijers, Chery, Van Duinen ( 88' ( Bakker), Kolk ( 69' ( Vicento) RESERVEBANK: Meeuwissen, Supusepa, Poepon, Visser, Buwalda | Velthuizen ( 25' ( Room), Kalas, Kasjia ( 88' ( Yasuda), Van der Struijk, Van Aanholt, Van Ginkel, Bony, Janssen ( 88'+), Ibarra, Havenaar ( 86' ( Reis), Kakuta RESERVEBANK: Mori, Pröpper, Qazaishvili, Vink |  |
|                                                                              |              |           |                                         | | |  |

Speelronde 28:
| zondag 31 maart 2013, 14:30                                      | Vitesse              | 2-1 (2-0) | PEC Zwolle   | Opstelling Vitesse | Opstelling PEC Zwolle |  |
| Stadion: GelreDome, Arnhem Toeschouwers: 18.516 Arbiter: Verbist | Bony 9' Havenaar 35' |           | 78' Valpoort | Velthuizen, Kalas, Kasjia , Van der Heijden, Yasuda, Van Ginkel, Bony, Janssen 88', Ibarra, Havenaar ( 81' ( Van der Struijk), Kakuta RESERVEBANK: Room, Mori, Pröpper, Reis, Qazaishvili, Vink | Boer, Van Polen 47', Lachman 90+3', Broerse 57' ( 77' ( Reniers), Achenteh, Valpoort 15', Gravenbeek ( 46' ( Saymak), Klich, Pluim 34', Mokhtar, Avdić ( 46' ( Benson) RESERVEBANK: Wintjens, Van der Werff, Van Hintum, Drost |  |
| Stadion: GelreDome, Arnhem Toeschouwers: 18.516 Arbiter: Verbist |                      |           |              | Velthuizen, Kalas, Kasjia , Van der Heijden, Yasuda, Van Ginkel, Bony, Janssen 88', Ibarra, Havenaar ( 81' ( Van der Struijk), Kakuta RESERVEBANK: Room, Mori, Pröpper, Reis, Qazaishvili, Vink | Boer, Van Polen 47', Lachman 90+3', Broerse 57' ( 77' ( Reniers), Achenteh, Valpoort 15', Gravenbeek ( 46' ( Saymak), Klich, Pluim 34', Mokhtar, Avdić ( 46' ( Benson) RESERVEBANK: Wintjens, Van der Werff, Van Hintum, Drost |  |
| Stadion: GelreDome, Arnhem Toeschouwers: 18.516 Arbiter: Verbist |                      |           |              | Velthuizen, Kalas, Kasjia , Van der Heijden, Yasuda, Van Ginkel, Bony, Janssen 88', Ibarra, Havenaar ( 81' ( Van der Struijk), Kakuta RESERVEBANK: Room, Mori, Pröpper, Reis, Qazaishvili, Vink | Boer, Van Polen 47', Lachman 90+3', Broerse 57' ( 77' ( Reniers), Achenteh, Valpoort 15', Gravenbeek ( 46' ( Saymak), Klich, Pluim 34', Mokhtar, Avdić ( 46' ( Benson) RESERVEBANK: Wintjens, Van der Werff, Van Hintum, Drost |  |
|                                                                  |                      |           |              | | |  |

Speelronde 29:
| zaterdag 6 april 2013, 18:45                                       | Vitesse                 | 3-0 (1-0) | NAC Breda | Opstelling Vitesse | Opstelling NAC Breda |  |
| Stadion: GelreDome, Arnhem Toeschouwers: 20.857 Arbiter: Gözübüyük | Bony 28' 59' Ibarra 50' |           |           | Velthuizen, Kalas, Kasjia , Van der Heijden, Yasuda, Van Ginkel, Havenaar, Van der Struijk ( 70' ( Pröpper), Ibarra ( 85' ( Qazaishvili), Bony, Kakuta ( 80' ( Reis) RESERVEBANK: Room, Mori, Vink, - | Ten Rouwelaar, De Roover, Luijckx, Botteghin 78', Janse, Buijs, Gudelj, Seuntjens, Hooi, Ten Voorde ( 63' ( Leugers), Verbeek ( 86' ( Gommeren) RESERVEBANK: Coremans, Edwards, Kalpoe, Van den Herik, Ebobo |  |
| Stadion: GelreDome, Arnhem Toeschouwers: 20.857 Arbiter: Gözübüyük |                         |           |           | Velthuizen, Kalas, Kasjia , Van der Heijden, Yasuda, Van Ginkel, Havenaar, Van der Struijk ( 70' ( Pröpper), Ibarra ( 85' ( Qazaishvili), Bony, Kakuta ( 80' ( Reis) RESERVEBANK: Room, Mori, Vink, - | Ten Rouwelaar, De Roover, Luijckx, Botteghin 78', Janse, Buijs, Gudelj, Seuntjens, Hooi, Ten Voorde ( 63' ( Leugers), Verbeek ( 86' ( Gommeren) RESERVEBANK: Coremans, Edwards, Kalpoe, Van den Herik, Ebobo |  |
| Stadion: GelreDome, Arnhem Toeschouwers: 20.857 Arbiter: Gözübüyük |                         |           |           | Velthuizen, Kalas, Kasjia , Van der Heijden, Yasuda, Van Ginkel, Havenaar, Van der Struijk ( 70' ( Pröpper), Ibarra ( 85' ( Qazaishvili), Bony, Kakuta ( 80' ( Reis) RESERVEBANK: Room, Mori, Vink, - | Ten Rouwelaar, De Roover, Luijckx, Botteghin 78', Janse, Buijs, Gudelj, Seuntjens, Hooi, Ten Voorde ( 63' ( Leugers), Verbeek ( 86' ( Gommeren) RESERVEBANK: Coremans, Edwards, Kalpoe, Van den Herik, Ebobo |  |
| Bijz.: Janssen geschorst                                           |                         |           |           | | |  |

Speelronde 30:
| zaterdag 13 april 2013, 18:45                                                      | Roda JC Kerkrade                          | 3-3 (0-2) | Vitesse                   | Opstelling Roda JC Kerkrade | Opstelling Vitesse |  |
| Stadion: Parkstad Limburg Stadion, Kerkrade Toeschouwers: 14.452 Arbiter: Liesveld | Malki 63' (pen.) Demouge 70' Donald 90+5' |           | 26' 36' Havenaar 56' Bony | Kurto, Biemans, Wielaert ( 77' ( Lebedyński), Danilo Pereira ( 41' ( Delorge), Tamata, Sutchuin-Djoum, Bonevacia ( 67' ( Hupperts), Donald, Fledderus, Demouge, Malki RESERVEBANK: Prus, De Beule, Ramzi, Hempte | Velthuizen ( 82' ( Room), Kalas, Kasjia , Van der Heijden, Van Aanholt, Van Ginkel 54', Havenaar, Janssen, Ibarra ( 74' ( Van der Struijk), Bony, Kakuta RESERVEBANK: Mori, Pröpper, Reis, Yasuda, Qazaishvili |  |
| Stadion: Parkstad Limburg Stadion, Kerkrade Toeschouwers: 14.452 Arbiter: Liesveld |                                           |           |                           | Kurto, Biemans, Wielaert ( 77' ( Lebedyński), Danilo Pereira ( 41' ( Delorge), Tamata, Sutchuin-Djoum, Bonevacia ( 67' ( Hupperts), Donald, Fledderus, Demouge, Malki RESERVEBANK: Prus, De Beule, Ramzi, Hempte | Velthuizen ( 82' ( Room), Kalas, Kasjia , Van der Heijden, Van Aanholt, Van Ginkel 54', Havenaar, Janssen, Ibarra ( 74' ( Van der Struijk), Bony, Kakuta RESERVEBANK: Mori, Pröpper, Reis, Yasuda, Qazaishvili |  |
| Stadion: Parkstad Limburg Stadion, Kerkrade Toeschouwers: 14.452 Arbiter: Liesveld |                                           |           |                           | Kurto, Biemans, Wielaert ( 77' ( Lebedyński), Danilo Pereira ( 41' ( Delorge), Tamata, Sutchuin-Djoum, Bonevacia ( 67' ( Hupperts), Donald, Fledderus, Demouge, Malki RESERVEBANK: Prus, De Beule, Ramzi, Hempte | Velthuizen ( 82' ( Room), Kalas, Kasjia , Van der Heijden, Van Aanholt, Van Ginkel 54', Havenaar, Janssen, Ibarra ( 74' ( Van der Struijk), Bony, Kakuta RESERVEBANK: Mori, Pröpper, Reis, Yasuda, Qazaishvili |  |
|                                                                                    |                                           |           |                           | | |  |

Speelronde 31:
| zondag 21 april 2013, 16:30                                                  | Feyenoord                   | 2-0 (1-0) | Vitesse | Opstelling Feyenoord | Opstelling Vitesse |  |
| Stadion: Stadion Feijenoord, Rotterdam Toeschouwers: 47.000 Arbiter: Nijhuis | Pellè 39' (pen.) Immers 50' |           |         | Mulder, Janmaat, De Vrij , Mathijsen, Martins Indi, Clasie ( 65' ( Vormer), Immers, Vilhena, Schaken, Pellè, Goossens ( 84' ( Leerdam) RESERVEBANK: Graafland, Verhoek, Nelom, Cissé, Achahbar | Velthuizen, Kalas 38', Kasjia , Van der Heijden, Van Aanholt 3', Pröpper, Havenaar, Janssen, Ibarra, Reis ( 63' ( Qazaishvili), Kakuta RESERVEBANK: Room, Mori, Van der Struijk, Cziommer, Yasuda, Vink |  |
| Stadion: Stadion Feijenoord, Rotterdam Toeschouwers: 47.000 Arbiter: Nijhuis |                             |           |         | Mulder, Janmaat, De Vrij , Mathijsen, Martins Indi, Clasie ( 65' ( Vormer), Immers, Vilhena, Schaken, Pellè, Goossens ( 84' ( Leerdam) RESERVEBANK: Graafland, Verhoek, Nelom, Cissé, Achahbar | Velthuizen, Kalas 38', Kasjia , Van der Heijden, Van Aanholt 3', Pröpper, Havenaar, Janssen, Ibarra, Reis ( 63' ( Qazaishvili), Kakuta RESERVEBANK: Room, Mori, Van der Struijk, Cziommer, Yasuda, Vink |  |
| Stadion: Stadion Feijenoord, Rotterdam Toeschouwers: 47.000 Arbiter: Nijhuis |                             |           |         | Mulder, Janmaat, De Vrij , Mathijsen, Martins Indi, Clasie ( 65' ( Vormer), Immers, Vilhena, Schaken, Pellè, Goossens ( 84' ( Leerdam) RESERVEBANK: Graafland, Verhoek, Nelom, Cissé, Achahbar | Velthuizen, Kalas 38', Kasjia , Van der Heijden, Van Aanholt 3', Pröpper, Havenaar, Janssen, Ibarra, Reis ( 63' ( Qazaishvili), Kakuta RESERVEBANK: Room, Mori, Van der Struijk, Cziommer, Yasuda, Vink |  |
|                                                                              |                             |           |         | | |  |

Speelronde 32:
| zondag 28 april 2013, 16:30                                   | Vitesse                             | 3-1 (2-0) | Willem II    | Opstelling Vitesse | Opstelling Willem II |  |
| Stadion: GelreDome, Arnhem Toeschouwers: 19.523 Arbiter: Blom | Havenaar 9' Bony 25' Van Ginkel 46' |           | 78' Snijders | Velthuizen, Kalas, Kasjia 69', Van der Heijden, Van Aanholt, Van Ginkel, Havenaar ( 60' ( Pröpper), Janssen, Ibarra, Bony, Kakuta RESERVEBANK: Room, Mori, Van der Struijk, Reis, Cziommer, Yasuda | Meul, Cornelisse, Haastrup, Akouili, Van Buuren 14', Van Zeelst ( 46' ( Hofs), Haemhouts, Ippel, Misidjan, Guijt ( 46' ( Snijders), Höcher RESERVEBANK: Christianen, Lumu, Brands, Van Kerckhoven, Deckers |  |
| Stadion: GelreDome, Arnhem Toeschouwers: 19.523 Arbiter: Blom |                                     |           |              | Velthuizen, Kalas, Kasjia 69', Van der Heijden, Van Aanholt, Van Ginkel, Havenaar ( 60' ( Pröpper), Janssen, Ibarra, Bony, Kakuta RESERVEBANK: Room, Mori, Van der Struijk, Reis, Cziommer, Yasuda | Meul, Cornelisse, Haastrup, Akouili, Van Buuren 14', Van Zeelst ( 46' ( Hofs), Haemhouts, Ippel, Misidjan, Guijt ( 46' ( Snijders), Höcher RESERVEBANK: Christianen, Lumu, Brands, Van Kerckhoven, Deckers |  |
| Stadion: GelreDome, Arnhem Toeschouwers: 19.523 Arbiter: Blom |                                     |           |              | Velthuizen, Kalas, Kasjia 69', Van der Heijden, Van Aanholt, Van Ginkel, Havenaar ( 60' ( Pröpper), Janssen, Ibarra, Bony, Kakuta RESERVEBANK: Room, Mori, Van der Struijk, Reis, Cziommer, Yasuda | Meul, Cornelisse, Haastrup, Akouili, Van Buuren 14', Van Zeelst ( 46' ( Hofs), Haemhouts, Ippel, Misidjan, Guijt ( 46' ( Snijders), Höcher RESERVEBANK: Christianen, Lumu, Brands, Van Kerckhoven, Deckers |  |
|                                                               |                                     |           |              | | |  |

Speelronde 33:
| zondag 5 mei 2013, 12:30                                                 | RKC Waalwijk                          | 3-2 (2-0) | Vitesse                          | Opstelling RKC Waalwijk | Opstelling Vitesse |  |
| Stadion: Mandemakers Stadion, Waalwijk Toeschouwers: 6.000 Arbiter: Vink | Braber 2' Lieder 40' Duits 69' (pen.) |           | 47' Van der Heijden 68' Havenaar | Zoet, Martina 69', Drost, Ramos, Van Peppen, Stans, Duits 1' ( 71' ( Van Mosselveld), Braber, Boukhari 28', 28', Jozefzoon ( 88' ( Jungschläger), Lieder ( 62' ( Lamey) RESERVEBANK: Van Dijk, Peltzer, Slager, Anderson | Velthuizen, Kalas, Kasjia 69' ( 73' ( Cziommer), Van der Heijden, Van Aanholt, Van Ginkel, Havenaar 73', Janssen 80', Ibarra, Bony, Qazaishvili ( 78' ( Darri) RESERVEBANK: Room, Mori, Van der Struijk, Pröpper, Yasuda |  |
| Stadion: Mandemakers Stadion, Waalwijk Toeschouwers: 6.000 Arbiter: Vink |                                       |           |                                  | Zoet, Martina 69', Drost, Ramos, Van Peppen, Stans, Duits 1' ( 71' ( Van Mosselveld), Braber, Boukhari 28', 28', Jozefzoon ( 88' ( Jungschläger), Lieder ( 62' ( Lamey) RESERVEBANK: Van Dijk, Peltzer, Slager, Anderson | Velthuizen, Kalas, Kasjia 69' ( 73' ( Cziommer), Van der Heijden, Van Aanholt, Van Ginkel, Havenaar 73', Janssen 80', Ibarra, Bony, Qazaishvili ( 78' ( Darri) RESERVEBANK: Room, Mori, Van der Struijk, Pröpper, Yasuda |  |
| Stadion: Mandemakers Stadion, Waalwijk Toeschouwers: 6.000 Arbiter: Vink |                                       |           |                                  | Zoet, Martina 69', Drost, Ramos, Van Peppen, Stans, Duits 1' ( 71' ( Van Mosselveld), Braber, Boukhari 28', 28', Jozefzoon ( 88' ( Jungschläger), Lieder ( 62' ( Lamey) RESERVEBANK: Van Dijk, Peltzer, Slager, Anderson | Velthuizen, Kalas, Kasjia 69' ( 73' ( Cziommer), Van der Heijden, Van Aanholt, Van Ginkel, Havenaar 73', Janssen 80', Ibarra, Bony, Qazaishvili ( 78' ( Darri) RESERVEBANK: Room, Mori, Van der Struijk, Pröpper, Yasuda |  |
|                                                                          |                                       |           |                                  | | |  |

Speelronde 34:
| zondag 12 mei 2013, 14:30                                       | Vitesse | 0-1 (0-1) | VVV-Venlo   | Opstelling Vitesse | Opstelling VVV-Venlo |  |
| Stadion: GelreDome, Arnhem Toeschouwers: 18.563 Arbiter: Bossen |         |           | 27' Linssen | Velthuizen, Kalas, Van der Struijk, Van der Heijden ( 73' ( Cziommer), Van Aanholt, Janssen, Havenaar, Van Ginkel, Ibarra, Bony , Kakuta ( 64' ( Reis) RESERVEBANK: Room, Mori, Pröpper, Yasuda, Qazaishvili | Mäenpää, Joppen, Röseler, Seip, Leiwakabessy, Ammi ( 69' ( Wildschut), Radosavljevič, Türk ( 81' ( Cullen), Ramsteijn, Linssen ( 73' ( Maguire), Nwofor RESERVEBANK: Udegbe, Fleuren, Ōtsu, Van Haaren |  |
| Stadion: GelreDome, Arnhem Toeschouwers: 18.563 Arbiter: Bossen |         |           |             | Velthuizen, Kalas, Van der Struijk, Van der Heijden ( 73' ( Cziommer), Van Aanholt, Janssen, Havenaar, Van Ginkel, Ibarra, Bony , Kakuta ( 64' ( Reis) RESERVEBANK: Room, Mori, Pröpper, Yasuda, Qazaishvili | Mäenpää, Joppen, Röseler, Seip, Leiwakabessy, Ammi ( 69' ( Wildschut), Radosavljevič, Türk ( 81' ( Cullen), Ramsteijn, Linssen ( 73' ( Maguire), Nwofor RESERVEBANK: Udegbe, Fleuren, Ōtsu, Van Haaren |  |
| Stadion: GelreDome, Arnhem Toeschouwers: 18.563 Arbiter: Bossen |         |           |             | Velthuizen, Kalas, Van der Struijk, Van der Heijden ( 73' ( Cziommer), Van Aanholt, Janssen, Havenaar, Van Ginkel, Ibarra, Bony , Kakuta ( 64' ( Reis) RESERVEBANK: Room, Mori, Pröpper, Yasuda, Qazaishvili | Mäenpää, Joppen, Röseler, Seip, Leiwakabessy, Ammi ( 69' ( Wildschut), Radosavljevič, Türk ( 81' ( Cullen), Ramsteijn, Linssen ( 73' ( Maguire), Nwofor RESERVEBANK: Udegbe, Fleuren, Ōtsu, Van Haaren |  |
| Bijz.: Kasjia geschorst                                         |         |           |             | | |  |

### KNVB beker
De KNVB beker 2012/13 startte voor de clubs uit het betaald voetbal met de tweede ronde; voor Vitesse op 26 september 2012.
- Op 5 juli lootte Vitesse een uitwedstrijd tegen VV Gemert of VVSB;[13] de definitieve tegenstander werd bekend op 22 augustus 2012, toen Gemert met 2-1 won van VVSB.
- Na de winst tegen VV Gemert vond op 27 september de loting voor de derde ronde plaats: Vitesse lootte een thuiswedstrijd tegen VV Staphorst, op 31 oktober 2012.
- Na de winst tegen VV Staphorst vond op 1 november de loting voor de achtste finale plaats: Vitesse lootte een thuiswedstrijd tegen ADO '20, op 19 december 2012.
- Na de winst tegen ADO '20 vond op 20 december 2012 de loting voor de kwartfinale plaats: Vitesse lootte een thuiswedstrijd tegen Ajax op 31 januari 2013.

Tweede ronde:
| woensdag 26 september 2012, 20:00                                            | VV Gemert | 0-3 (0-0) | Vitesse                          | Opstelling VV Gemert | Opstelling Vitesse |  |
| Stadion: Sportpark Molenbroek, Gemert Toeschouwers: 3.200 Arbiter: Gözübüyük |           |           | 49' Janssen 75' Darri 90+2' Reis | S. van Ommeren, N. Wau, M. van Dijk, D. Bouma, B. van Berlo, E. van Dijk ( 21' ( J. Driessen), R. van Lankveld 27', J. Leyten ( 77' ( P. van Zutven), B. van Schijndel, J. Habraken ( 71' ( R. Heijmans), R. van Herpen RESERVEBANK: D. Fonken, M. Gloudemans, S. Verberkt, G. van den Bosch | Room, Yasuda, Kalas, Kasjia , Van Aanholt, Janssen ( 82' ( Pröpper), Hofs ( 46' ( Darri), Cziommer, Reis, Havenaar, Kakuta ( 46' ( Van Ginkel) RESERVEBANK: Velthuizen, Aksentijević, Bony, Qazaishvili |  |
| Stadion: Sportpark Molenbroek, Gemert Toeschouwers: 3.200 Arbiter: Gözübüyük |           |           |                                  | S. van Ommeren, N. Wau, M. van Dijk, D. Bouma, B. van Berlo, E. van Dijk ( 21' ( J. Driessen), R. van Lankveld 27', J. Leyten ( 77' ( P. van Zutven), B. van Schijndel, J. Habraken ( 71' ( R. Heijmans), R. van Herpen RESERVEBANK: D. Fonken, M. Gloudemans, S. Verberkt, G. van den Bosch | Room, Yasuda, Kalas, Kasjia , Van Aanholt, Janssen ( 82' ( Pröpper), Hofs ( 46' ( Darri), Cziommer, Reis, Havenaar, Kakuta ( 46' ( Van Ginkel) RESERVEBANK: Velthuizen, Aksentijević, Bony, Qazaishvili |  |
| Stadion: Sportpark Molenbroek, Gemert Toeschouwers: 3.200 Arbiter: Gözübüyük |           |           |                                  | S. van Ommeren, N. Wau, M. van Dijk, D. Bouma, B. van Berlo, E. van Dijk ( 21' ( J. Driessen), R. van Lankveld 27', J. Leyten ( 77' ( P. van Zutven), B. van Schijndel, J. Habraken ( 71' ( R. Heijmans), R. van Herpen RESERVEBANK: D. Fonken, M. Gloudemans, S. Verberkt, G. van den Bosch | Room, Yasuda, Kalas, Kasjia , Van Aanholt, Janssen ( 82' ( Pröpper), Hofs ( 46' ( Darri), Cziommer, Reis, Havenaar, Kakuta ( 46' ( Van Ginkel) RESERVEBANK: Velthuizen, Aksentijević, Bony, Qazaishvili |  |
| Bijz.: Van der Heijden en Tsjantoeria geschorst                              |           |           |                                  | | |  |

Derde ronde:
| woensdag 31 oktober 2012, 20:00                                | Vitesse                          | 4-0 (2-0) | VV Staphorst | Opstelling Vitesse | Opstelling VV Staphorst |  |
| Stadion: GelreDome, Arnhem Toeschouwers: 7.720 Arbiter: Higler | Bony 2' 37' Reis 75' Pröpper 85' |           |              | Room, Yasuda, Kasjia , Mori, Van Aanholt, Janssen, Pröpper, Cziommer, Kakuta ( 71' ( Hofs), Bony ( 46' ( Reis), Ibarra ( 78' ( Van Ginkel) RESERVEBANK: Velthuizen, Van der Heijden, Havenaar, Aksentijević | A. Knoll, E. Koster, R. de Jong 21', H. Hogenkamp 49' ( 57' ( M. Bakker), F. Kuurman, R. Mijnheer, M. Brakke, R. Stroeve, H. Tip ( 81' ( R. Schuurhuis), L. Röben ( 62' ( M. Schra), D. Timmerman RESERVEBANK: H. Talen, D. Hooyer, D. Kamerling, R. Wind |  |
| Stadion: GelreDome, Arnhem Toeschouwers: 7.720 Arbiter: Higler |                                  |           |              | Room, Yasuda, Kasjia , Mori, Van Aanholt, Janssen, Pröpper, Cziommer, Kakuta ( 71' ( Hofs), Bony ( 46' ( Reis), Ibarra ( 78' ( Van Ginkel) RESERVEBANK: Velthuizen, Van der Heijden, Havenaar, Aksentijević | A. Knoll, E. Koster, R. de Jong 21', H. Hogenkamp 49' ( 57' ( M. Bakker), F. Kuurman, R. Mijnheer, M. Brakke, R. Stroeve, H. Tip ( 81' ( R. Schuurhuis), L. Röben ( 62' ( M. Schra), D. Timmerman RESERVEBANK: H. Talen, D. Hooyer, D. Kamerling, R. Wind |  |
| Stadion: GelreDome, Arnhem Toeschouwers: 7.720 Arbiter: Higler |                                  |           |              | Room, Yasuda, Kasjia , Mori, Van Aanholt, Janssen, Pröpper, Cziommer, Kakuta ( 71' ( Hofs), Bony ( 46' ( Reis), Ibarra ( 78' ( Van Ginkel) RESERVEBANK: Velthuizen, Van der Heijden, Havenaar, Aksentijević | A. Knoll, E. Koster, R. de Jong 21', H. Hogenkamp 49' ( 57' ( M. Bakker), F. Kuurman, R. Mijnheer, M. Brakke, R. Stroeve, H. Tip ( 81' ( R. Schuurhuis), L. Röben ( 62' ( M. Schra), D. Timmerman RESERVEBANK: H. Talen, D. Hooyer, D. Kamerling, R. Wind |  |
| Bijz.: Berends geschorst                                       |                                  |           |              | | |  |

Achtste finale:
| woensdag 19 december 2012, 20:00                                   | Vitesse                                                                                     | 10-1 (2-0) | ADO '20        | Opstelling Vitesse | Opstelling ADO '20 |  |
| Stadion: GelreDome, Arnhem Toeschouwers: 6.284 Arbiter: Van Sichem | Janssen 3' Van Ginkel 14' Bony 54' 60' Ibarra 64' 81' Pröpper 65' Hofs 80' 87' Havenaar 84' |            | 75' Clive Keus | Room, Kalas, Kasjia , Mori, Van Aanholt, Van Ginkel, Janssen, Cziommer ( 38' ( Bony ( 70' ( Hofs)), Ibarra, Havenaar, Kakuta ( 58' ( Pröpper) RESERVEBANK: Velthuizen, Van der Heijden, Reis, Yasuda | D. Burger, E. Sinnige ( 61' ( R. den Nijs), J. Mols, E. Dekkers, S. van der Grijp, F. Zinhagel 8' ( 69' ( S. van Amersfoort), J. Carolina 53' ( 61' ( R. Neele), D. Rienstra, C. Keus, M. de Loor, B. Kleine RESERVEBANK: D. Adrichem, A. Dihalu, N. van der Valk, B. Hollenberg |  |
| Stadion: GelreDome, Arnhem Toeschouwers: 6.284 Arbiter: Van Sichem |                                                                                             |            |                | Room, Kalas, Kasjia , Mori, Van Aanholt, Van Ginkel, Janssen, Cziommer ( 38' ( Bony ( 70' ( Hofs)), Ibarra, Havenaar, Kakuta ( 58' ( Pröpper) RESERVEBANK: Velthuizen, Van der Heijden, Reis, Yasuda | D. Burger, E. Sinnige ( 61' ( R. den Nijs), J. Mols, E. Dekkers, S. van der Grijp, F. Zinhagel 8' ( 69' ( S. van Amersfoort), J. Carolina 53' ( 61' ( R. Neele), D. Rienstra, C. Keus, M. de Loor, B. Kleine RESERVEBANK: D. Adrichem, A. Dihalu, N. van der Valk, B. Hollenberg |  |
| Stadion: GelreDome, Arnhem Toeschouwers: 6.284 Arbiter: Van Sichem |                                                                                             |            |                | Room, Kalas, Kasjia , Mori, Van Aanholt, Van Ginkel, Janssen, Cziommer ( 38' ( Bony ( 70' ( Hofs)), Ibarra, Havenaar, Kakuta ( 58' ( Pröpper) RESERVEBANK: Velthuizen, Van der Heijden, Reis, Yasuda | D. Burger, E. Sinnige ( 61' ( R. den Nijs), J. Mols, E. Dekkers, S. van der Grijp, F. Zinhagel 8' ( 69' ( S. van Amersfoort), J. Carolina 53' ( 61' ( R. Neele), D. Rienstra, C. Keus, M. de Loor, B. Kleine RESERVEBANK: D. Adrichem, A. Dihalu, N. van der Valk, B. Hollenberg |  |
|                                                                    |                                                                                             |            |                | | |  |

Kwartfinale:
| donderdag 31 januari 2013, 20:45 | Vitesse | 0-4 (0-1) | Ajax                                        | Opstelling Vitesse | Opstelling Ajax |  |
| Stadion: Univé Stadion, Emmen Toeschouwers: 2.000 Arbiter: Liesveld |         |           | 7' Hoesen 59' 81' Schöne 81' 86' Sigþórsson | Room, Kalas, Kasjia , Van der Heijden, Van Aanholt, Janssen, Van Ginkel 35', Ibarra ( 80' ( Qazaishvili), Kakuta, Reis, Havenaar RESERVEBANK: Velthuizen, Mori, Van der Struijk, Yasuda, Cziommer, - | Cillessen, Van Rhijn, Alderweireld, Moisander 21', Blind, De Jong , Schöne, Eriksen, Lukoki ( 75' ( Sigþórsson), Hoesen ( 71' ( Poulsen), Boerrigter 76' ( 83' ( Fischer) RESERVEBANK: Vermeer, Veltman, Denswil, Sana |  |
| Stadion: Univé Stadion, Emmen Toeschouwers: 2.000 Arbiter: Liesveld |         |           |                                             | Room, Kalas, Kasjia , Van der Heijden, Van Aanholt, Janssen, Van Ginkel 35', Ibarra ( 80' ( Qazaishvili), Kakuta, Reis, Havenaar RESERVEBANK: Velthuizen, Mori, Van der Struijk, Yasuda, Cziommer, - | Cillessen, Van Rhijn, Alderweireld, Moisander 21', Blind, De Jong , Schöne, Eriksen, Lukoki ( 75' ( Sigþórsson), Hoesen ( 71' ( Poulsen), Boerrigter 76' ( 83' ( Fischer) RESERVEBANK: Vermeer, Veltman, Denswil, Sana |  |
| Stadion: Univé Stadion, Emmen Toeschouwers: 2.000 Arbiter: Liesveld |         |           |                                             | Room, Kalas, Kasjia , Van der Heijden, Van Aanholt, Janssen, Van Ginkel 35', Ibarra ( 80' ( Qazaishvili), Kakuta, Reis, Havenaar RESERVEBANK: Velthuizen, Mori, Van der Struijk, Yasuda, Cziommer, - | Cillessen, Van Rhijn, Alderweireld, Moisander 21', Blind, De Jong , Schöne, Eriksen, Lukoki ( 75' ( Sigþórsson), Hoesen ( 71' ( Poulsen), Boerrigter 76' ( 83' ( Fischer) RESERVEBANK: Vermeer, Veltman, Denswil, Sana |  |
| Bijz.: De wedstrijd vindt niet plaats in GelreDome omdat een rechter Vitesse de toegang tot het stadion ontzegt in verband met een gepland evenement van Q-dance. Vitesse kreeg tot 21 januari de tijd om een alternatieve locatie te vinden en vond uiteindelijk het Univé Stadion. Niet alleen de uitsupporters maar ook de Vitesse-supporters zitten vast aan een buscombi. |         |           |                                             | | |  |

### UEFA Europa League
Door het winnen van de Play-offs aan het einde van het vorige seizoen, stroomde Vitesse in de tweede kwalificatieronde in in de Europa League.
- De loting voor de eerste twee kwalificatieronden vond plaats op 25 juni 2012 in Nyon, waarbij Vitesse het Bulgaarse Lokomotiv Plovdiv lootte.[129]
- Op 20 juli lootte de winnaar van Lokomitov Plovdiv / Vitesse voor de derde kwalificatieronde; de tegenstander werd de winnaar van Anzji Machatsjkala / Budapest Honvéd FC.[130]
- Nadat Lokomitov Plovdiv en Budapest Honvéd waren uitgeschakeld, begon Vitesse met een uitwedstrijd in de derde kwalificatieronde tegen Anzji Machatsjkala.

Tweede kwalificatieronde, wedstrijd 1:
| donderdag 19 juli 2012, 18:30 (OEZT)                                 | Lokomotiv Plovdiv                        | 4-4 (1-2) | Vitesse                              | Opstelling Lokomotiv Plovdiv | Opstelling Vitesse |  |
| Stadion: Lovetsj Stadion, Lovetsj Toeschouwers: 2.105 Arbiter: Lahoz | Todorov 23' Lazarov 49' 64' Tássio 90+2' |           | 22' Reis 30' 77' Van Ginkel 53' Bony | Gospodinov, Rodrigues 42', Venkov, V. Georgiev ( 57' ( Tássio), Bengelloun 29', Salamastrakis, D. Georgiev 81', Todorov, Zlatinski ( 85' ( Kyriakidis), Serginho ( 73' ( Marques), Lazarov RESERVEBANK: Yordanov, Kunchev, Malamov, Timonov | Velthuizen, Yasuda, Kasjia , Kalas, Van Aanholt ( 70' ( Van der Struijk), Van der Heijden, Hofs ( 62' ( Pröpper), Van Ginkel, Ibarra ( 80' ( Tsjantoeria), Bony, Reis RESERVEBANK: Room, Havenaar, Van de Streek, Qazaishvili |  |
| Stadion: Lovetsj Stadion, Lovetsj Toeschouwers: 2.105 Arbiter: Lahoz |                                          |           |                                      | Gospodinov, Rodrigues 42', Venkov, V. Georgiev ( 57' ( Tássio), Bengelloun 29', Salamastrakis, D. Georgiev 81', Todorov, Zlatinski ( 85' ( Kyriakidis), Serginho ( 73' ( Marques), Lazarov RESERVEBANK: Yordanov, Kunchev, Malamov, Timonov | Velthuizen, Yasuda, Kasjia , Kalas, Van Aanholt ( 70' ( Van der Struijk), Van der Heijden, Hofs ( 62' ( Pröpper), Van Ginkel, Ibarra ( 80' ( Tsjantoeria), Bony, Reis RESERVEBANK: Room, Havenaar, Van de Streek, Qazaishvili |  |
| Stadion: Lovetsj Stadion, Lovetsj Toeschouwers: 2.105 Arbiter: Lahoz |                                          |           |                                      | Gospodinov, Rodrigues 42', Venkov, V. Georgiev ( 57' ( Tássio), Bengelloun 29', Salamastrakis, D. Georgiev 81', Todorov, Zlatinski ( 85' ( Kyriakidis), Serginho ( 73' ( Marques), Lazarov RESERVEBANK: Yordanov, Kunchev, Malamov, Timonov | Velthuizen, Yasuda, Kasjia , Kalas, Van Aanholt ( 70' ( Van der Struijk), Van der Heijden, Hofs ( 62' ( Pröpper), Van Ginkel, Ibarra ( 80' ( Tsjantoeria), Bony, Reis RESERVEBANK: Room, Havenaar, Van de Streek, Qazaishvili |  |
|                                                                      |                                          |           |                                      | | |  |

Tweede kwalificatieronde, wedstrijd 2:
| donderdag 26 juli 2012, 20:00                                        | Vitesse                                                     | 3-1 (2-0) | Lokomotiv Plovdiv    | Opstelling Vitesse | Opstelling Lokomotiv Plovdiv |  |
| Stadion: GelreDome, Arnhem Toeschouwers: 13.469 Arbiter: Koukoulakis | Van Ginkel 25' Van Aanholt 45+2' Bony 48' Tsjantoeria 90+1' |           | 80' (pen.) Zlatinski | Velthuizen, Van der Struijk 57', Kasjia , Kalas 78', 79', Van Aanholt, Van der Heijden, Hofs ( 77' ( Pröpper), Van Ginkel, Ibarra ( 73' ( Tsjantoeria), Bony ( 69' ( Havenaar), Reis RESERVEBANK: Room, Yasuda, Qazaishvili, Vink | Kunchev, Marques ( 72' ( Timonov), Venkov, V. Georgiev, Salamastrakis 34', Kyriakidis 90+3', D. Georgiev 39' ( 56' ( Yordanov 81'), Todorov 39', Zlatinski, Lazarov , Tássio ( 58' ( Malamov 88') RESERVEBANK: Stefanov, Gospodinov, -, - |  |
| Stadion: GelreDome, Arnhem Toeschouwers: 13.469 Arbiter: Koukoulakis |                                                             |           |                      | Velthuizen, Van der Struijk 57', Kasjia , Kalas 78', 79', Van Aanholt, Van der Heijden, Hofs ( 77' ( Pröpper), Van Ginkel, Ibarra ( 73' ( Tsjantoeria), Bony ( 69' ( Havenaar), Reis RESERVEBANK: Room, Yasuda, Qazaishvili, Vink | Kunchev, Marques ( 72' ( Timonov), Venkov, V. Georgiev, Salamastrakis 34', Kyriakidis 90+3', D. Georgiev 39' ( 56' ( Yordanov 81'), Todorov 39', Zlatinski, Lazarov , Tássio ( 58' ( Malamov 88') RESERVEBANK: Stefanov, Gospodinov, -, - |  |
| Stadion: GelreDome, Arnhem Toeschouwers: 13.469 Arbiter: Koukoulakis |                                                             |           |                      | Velthuizen, Van der Struijk 57', Kasjia , Kalas 78', 79', Van Aanholt, Van der Heijden, Hofs ( 77' ( Pröpper), Van Ginkel, Ibarra ( 73' ( Tsjantoeria), Bony ( 69' ( Havenaar), Reis RESERVEBANK: Room, Yasuda, Qazaishvili, Vink | Kunchev, Marques ( 72' ( Timonov), Venkov, V. Georgiev, Salamastrakis 34', Kyriakidis 90+3', D. Georgiev 39' ( 56' ( Yordanov 81'), Todorov 39', Zlatinski, Lazarov , Tássio ( 58' ( Malamov 88') RESERVEBANK: Stefanov, Gospodinov, -, - |  |
|                                                                      |                                                             |           |                      | | |  |

Derde kwalificatieronde, wedstrijd 1:
| donderdag 2 augustus 2012, 19:00 (MSK)                                  | Anzji Machatsjkala    | 2-0 (0-0) | Vitesse | Opstelling Anzji Machatsjkala | Opstelling Vitesse |  |
| Stadion: Saturn Stadion, Ramenskoje Toeschouwers: 5.000 Arbiter: Buquet | Sjatov 63' Smolov 74' |           |         | V. Gaboelov, Logasjov, Samba, João Carlos ( 15' ( Gadzjibekov), Tagirbekov 9', Sjatov ( 88' ( Carcela), Achmedov ( 19' ( G. Gaboelov), Boussoufa, Jucilei 45', Smolov, Eto'o RESERVEBANK: Ivanov, Pomazan, Moechammad, Agalarov | Velthuizen, Yasuda, Kasjia , Van der Struijk 59', Van Aanholt, Van der Heijden ( 78' ( Cziommer), Pröpper 21' ( 70' ( Havenaar), Van Ginkel, Ibarra, Bony, Reis 86' RESERVEBANK: Room, Tsjantoeria, Qazaishvili, Anderson, Berends |  |
| Stadion: Saturn Stadion, Ramenskoje Toeschouwers: 5.000 Arbiter: Buquet |                       |           |         | V. Gaboelov, Logasjov, Samba, João Carlos ( 15' ( Gadzjibekov), Tagirbekov 9', Sjatov ( 88' ( Carcela), Achmedov ( 19' ( G. Gaboelov), Boussoufa, Jucilei 45', Smolov, Eto'o RESERVEBANK: Ivanov, Pomazan, Moechammad, Agalarov | Velthuizen, Yasuda, Kasjia , Van der Struijk 59', Van Aanholt, Van der Heijden ( 78' ( Cziommer), Pröpper 21' ( 70' ( Havenaar), Van Ginkel, Ibarra, Bony, Reis 86' RESERVEBANK: Room, Tsjantoeria, Qazaishvili, Anderson, Berends |  |
| Stadion: Saturn Stadion, Ramenskoje Toeschouwers: 5.000 Arbiter: Buquet |                       |           |         | V. Gaboelov, Logasjov, Samba, João Carlos ( 15' ( Gadzjibekov), Tagirbekov 9', Sjatov ( 88' ( Carcela), Achmedov ( 19' ( G. Gaboelov), Boussoufa, Jucilei 45', Smolov, Eto'o RESERVEBANK: Ivanov, Pomazan, Moechammad, Agalarov | Velthuizen, Yasuda, Kasjia , Van der Struijk 59', Van Aanholt, Van der Heijden ( 78' ( Cziommer), Pröpper 21' ( 70' ( Havenaar), Van Ginkel, Ibarra, Bony, Reis 86' RESERVEBANK: Room, Tsjantoeria, Qazaishvili, Anderson, Berends |  |
| Bijz.: Kalas geschorst                                                  |                       |           |         | | |  |

Derde kwalificatieronde, wedstrijd 2:
| donderdag 9 augustus 2012, 20:00                                | Vitesse | 0-2 (0-0) | Anzji Machatsjkala  | Opstelling Vitesse | Opstelling Anzji Machatsjkala |  |
| Stadion: GelreDome, Arnhem Toeschouwers: 13.892 Arbiter: Oliver |         |           | 48' 84' (pen) Eto'o | Velthuizen, Yasuda, Kasjia , Kalas, Van Aanholt, Van der Heijden ( 78' ( Pröpper), Van Ginkel, Cziommer 21', 59', Ibarra ( 73' ( Tsjantoeria), Bony, Reis ( 74' ( Havenaar) RESERVEBANK: Room, Van der Struijk, Hofs, Qazaishvili | V. Gaboelov ( 85'+), Samba, João Carlos, Boussoufa ( 77' ( Lachijalov), Agalarov 46', Jucilei, Eto'o ( 85' ( Smolov), Tagirbekov, Carcela, Zjirkov ( 74' ( Sjatov), G. Gaboelov RESERVEBANK: Gadzjibekov, Logasjov, Pomazan, Moechammad |  |
| Stadion: GelreDome, Arnhem Toeschouwers: 13.892 Arbiter: Oliver |         |           |                     | Velthuizen, Yasuda, Kasjia , Kalas, Van Aanholt, Van der Heijden ( 78' ( Pröpper), Van Ginkel, Cziommer 21', 59', Ibarra ( 73' ( Tsjantoeria), Bony, Reis ( 74' ( Havenaar) RESERVEBANK: Room, Van der Struijk, Hofs, Qazaishvili | V. Gaboelov ( 85'+), Samba, João Carlos, Boussoufa ( 77' ( Lachijalov), Agalarov 46', Jucilei, Eto'o ( 85' ( Smolov), Tagirbekov, Carcela, Zjirkov ( 74' ( Sjatov), G. Gaboelov RESERVEBANK: Gadzjibekov, Logasjov, Pomazan, Moechammad |  |
| Stadion: GelreDome, Arnhem Toeschouwers: 13.892 Arbiter: Oliver |         |           |                     | Velthuizen, Yasuda, Kasjia , Kalas, Van Aanholt, Van der Heijden ( 78' ( Pröpper), Van Ginkel, Cziommer 21', 59', Ibarra ( 73' ( Tsjantoeria), Bony, Reis ( 74' ( Havenaar) RESERVEBANK: Room, Van der Struijk, Hofs, Qazaishvili | V. Gaboelov ( 85'+), Samba, João Carlos, Boussoufa ( 77' ( Lachijalov), Agalarov 46', Jucilei, Eto'o ( 85' ( Smolov), Tagirbekov, Carcela, Zjirkov ( 74' ( Sjatov), G. Gaboelov RESERVEBANK: Gadzjibekov, Logasjov, Pomazan, Moechammad |  |
|                                                                 |         |           |                     | | |  |

### Oefenwedstrijden
| zaterdag 7 juli 2012, 16:00                                             | Vv de Bataven | 0-7 (0-4) | Vitesse                                                                                 | Opstelling Vv de Bataven | Opstelling Vitesse |  |
| Stadion: Sportpark Walburgen, Gendt Toeschouwers: 1.500 Arbiter: Luinge |               |           | 14' 38' Reis 21' Ibarra 30' Aissati 42' Büttner 48' Hofs 50' Van der Struijk 80' Lieder | , NN                     | Room ( 46' ( Velthuizen), Yasuda ( 64' ( Vink), Van der Struijk, Van der Heijden ( 64' ( Berends), Büttner ( 46' ( Anderson), Pröpper ( 81' ( Qazaishvili), Aissati ( 46' ( Hofs), Van Ginkel ( 64' ( Van de Streek), Ibarra ( 71' ( Tighadouini), Reis ( 78' ( Lieder), Tsjantoeria ( 64' ( Darri) |  |
| Stadion: Sportpark Walburgen, Gendt Toeschouwers: 1.500 Arbiter: Luinge |               |           |                                                                                         | , NN                     | Room ( 46' ( Velthuizen), Yasuda ( 64' ( Vink), Van der Struijk, Van der Heijden ( 64' ( Berends), Büttner ( 46' ( Anderson), Pröpper ( 81' ( Qazaishvili), Aissati ( 46' ( Hofs), Van Ginkel ( 64' ( Van de Streek), Ibarra ( 71' ( Tighadouini), Reis ( 78' ( Lieder), Tsjantoeria ( 64' ( Darri) |  |
| Stadion: Sportpark Walburgen, Gendt Toeschouwers: 1.500 Arbiter: Luinge |               |           |                                                                                         | , NN                     | Room ( 46' ( Velthuizen), Yasuda ( 64' ( Vink), Van der Struijk, Van der Heijden ( 64' ( Berends), Büttner ( 46' ( Anderson), Pröpper ( 81' ( Qazaishvili), Aissati ( 46' ( Hofs), Van Ginkel ( 64' ( Van de Streek), Ibarra ( 71' ( Tighadouini), Reis ( 78' ( Lieder), Tsjantoeria ( 64' ( Darri) |  |
|                                                                         |               |           |                                                                                         |                          | |  |

| dinsdag 10 juli 2012, 19:30                                                 | VV De Valk | 0-11 (0-5) | Vitesse                                                                                           | Opstelling VV De Valk | Opstelling Vitesse |  |
| Stadion: Het Valkennest, Valkenswaard Toeschouwers: 740 Arbiter: Van Gerven |            |            | 18' 37' Reis 32' Bony 37' 40' Van Ginkel 59' 68' 73' 80' Havenaar 78' Qazaishvili 81' Tighadouini | Danilo Verus ( 46' ( Twan Jansen), Noel Renders ( 46' ( Dennis van den Berg), Tom Dekkers, Ronnie Dirkx ( 62' ( Lars Wuisman), Mark Claassen, Maarten Hoft, Koen van Steensel ( 62' ( Loek van Asten), Michel Leon-Payo ( 46' ( Luuk Broers), Bram van Wijk ( 46' ( Coen Hermans), Bart van Limpt, Carsley Mathilda ( 62' ( Ruud de Lau) | Velthuizen, Yasuda ( 62' ( Anderson), Van der Struijk ( 46' ( Vink), Kasjia ( 68' ( Van de Streek), Berends ( 46' ( Tsjantoeria), Van Ginkel ( 62' ( Qazaishvili), Hofs ( 62' ( Pröpper), Van der Heijden, Ibarra ( 51' ( Aissati), Reis ( 78' ( Tighadouini), Bony ( 46' ( Havenaar) |  |
| Stadion: Het Valkennest, Valkenswaard Toeschouwers: 740 Arbiter: Van Gerven |            |            |                                                                                                   | Danilo Verus ( 46' ( Twan Jansen), Noel Renders ( 46' ( Dennis van den Berg), Tom Dekkers, Ronnie Dirkx ( 62' ( Lars Wuisman), Mark Claassen, Maarten Hoft, Koen van Steensel ( 62' ( Loek van Asten), Michel Leon-Payo ( 46' ( Luuk Broers), Bram van Wijk ( 46' ( Coen Hermans), Bart van Limpt, Carsley Mathilda ( 62' ( Ruud de Lau) | Velthuizen, Yasuda ( 62' ( Anderson), Van der Struijk ( 46' ( Vink), Kasjia ( 68' ( Van de Streek), Berends ( 46' ( Tsjantoeria), Van Ginkel ( 62' ( Qazaishvili), Hofs ( 62' ( Pröpper), Van der Heijden, Ibarra ( 51' ( Aissati), Reis ( 78' ( Tighadouini), Bony ( 46' ( Havenaar) |  |
| Stadion: Het Valkennest, Valkenswaard Toeschouwers: 740 Arbiter: Van Gerven |            |            |                                                                                                   | Danilo Verus ( 46' ( Twan Jansen), Noel Renders ( 46' ( Dennis van den Berg), Tom Dekkers, Ronnie Dirkx ( 62' ( Lars Wuisman), Mark Claassen, Maarten Hoft, Koen van Steensel ( 62' ( Loek van Asten), Michel Leon-Payo ( 46' ( Luuk Broers), Bram van Wijk ( 46' ( Coen Hermans), Bart van Limpt, Carsley Mathilda ( 62' ( Ruud de Lau) | Velthuizen, Yasuda ( 62' ( Anderson), Van der Struijk ( 46' ( Vink), Kasjia ( 68' ( Van de Streek), Berends ( 46' ( Tsjantoeria), Van Ginkel ( 62' ( Qazaishvili), Hofs ( 62' ( Pröpper), Van der Heijden, Ibarra ( 51' ( Aissati), Reis ( 78' ( Tighadouini), Bony ( 46' ( Havenaar) |  |
|                                                                             |            |            |                                                                                                   | | |  |

| donderdag 12 juli 2012, 19:30                                            | Wilhelmina '08       | 1-6 (1-2) | Vitesse                                                                    | Opstelling Wilhelmina '08 | Opstelling Vitesse |  |
| Stadion: Sportcomplex Drakesteyn, Weert Toeschouwers: 500 Arbiter: Syben | Lennard Schreurs 12' |           | 27' Reis 28' Tsjantoeria 48' Cziommer 57' Berends 82' Qazaishvili 86' Bony | , NN                      | Room, Vink ( 46' ( Van de Streek), Kalas ( 78' ( Van der Heijden), Berends ( 70' ( Van der Struijk), Van Aanholt ( 70' ( Yasuda), Pröpper ( 78' ( Darri), Aissati ( 46' ( Cziommer), Van Ginkel ( 46' ( Qazaishvili), Tsjantoeria ( 46' ( Ibarra), Havenaar ( 46' ( Bony), Reis ( 46' ( Hofs ) |  |
| Stadion: Sportcomplex Drakesteyn, Weert Toeschouwers: 500 Arbiter: Syben |                      |           |                                                                            | , NN                      | Room, Vink ( 46' ( Van de Streek), Kalas ( 78' ( Van der Heijden), Berends ( 70' ( Van der Struijk), Van Aanholt ( 70' ( Yasuda), Pröpper ( 78' ( Darri), Aissati ( 46' ( Cziommer), Van Ginkel ( 46' ( Qazaishvili), Tsjantoeria ( 46' ( Ibarra), Havenaar ( 46' ( Bony), Reis ( 46' ( Hofs ) |  |
| Stadion: Sportcomplex Drakesteyn, Weert Toeschouwers: 500 Arbiter: Syben |                      |           |                                                                            | , NN                      | Room, Vink ( 46' ( Van de Streek), Kalas ( 78' ( Van der Heijden), Berends ( 70' ( Van der Struijk), Van Aanholt ( 70' ( Yasuda), Pröpper ( 78' ( Darri), Aissati ( 46' ( Cziommer), Van Ginkel ( 46' ( Qazaishvili), Tsjantoeria ( 46' ( Ibarra), Havenaar ( 46' ( Bony), Reis ( 46' ( Hofs ) |  |
|                                                                          |                      |           |                                                                            |                           | |  |

| zaterdag 14 juli 2012, 14:00                                                                         | FC Den Bosch   | 2-3 (2-1) | Vitesse                        | Opstelling FC Den Bosch                                                                                        | Opstelling Vitesse |  |
| Stadion: Sportcomplex Beatrix, Hoenderloo                                                            | Wolters 4' 30' |           | 34' Bony 47' Reis 86' Havenaar | Appels, Tahapary, Hofstede, De Bock, Brock, Van Brakel, Boddaert, Van den Broek, Boldewijn, Van Weert, Wolters | Velthuizen, Van der Struijk ( 70' ( Yasuda), Kasjia, Kalas, Van Aanholt, Van Ginkel, Van der Heijden, Aissati ( 76' ( Pröpper), Ibarra ( 82' ( Qazaishvili), Bony ( 50' ( Hofs), Reis ( 82' ( Havenaar) |  |
| Stadion: Sportcomplex Beatrix, Hoenderloo                                                            |                |           |                                | Appels, Tahapary, Hofstede, De Bock, Brock, Van Brakel, Boddaert, Van den Broek, Boldewijn, Van Weert, Wolters | Velthuizen, Van der Struijk ( 70' ( Yasuda), Kasjia, Kalas, Van Aanholt, Van Ginkel, Van der Heijden, Aissati ( 76' ( Pröpper), Ibarra ( 82' ( Qazaishvili), Bony ( 50' ( Hofs), Reis ( 82' ( Havenaar) |  |
| Stadion: Sportcomplex Beatrix, Hoenderloo                                                            |                |           |                                | Appels, Tahapary, Hofstede, De Bock, Brock, Van Brakel, Boddaert, Van den Broek, Boldewijn, Van Weert, Wolters | Velthuizen, Van der Struijk ( 70' ( Yasuda), Kasjia, Kalas, Van Aanholt, Van Ginkel, Van der Heijden, Aissati ( 76' ( Pröpper), Ibarra ( 82' ( Qazaishvili), Bony ( 50' ( Hofs), Reis ( 82' ( Havenaar) |  |
| Bijz.: Geheime locatie; geen publiek. Invallers FC Den Bosch: Seuntjens, Vlug, Rutten en Van Dinter. |                |           |                                | | |  |

| donderdag 6 september 2012, 14:00      | Vitesse                                           | 4-1 (3-1) | FC Volendam | Opstelling Vitesse | Opstelling FC Volendam |  |
| Stadion: Sportpark Schuytgraaf, Arnhem | Janssen 11' Reis 15' Van der Heijden 43' Hofs 55' |           | 25' Kramer  | Room, Vink, Morais ( 46' ( Berends), Van der Heijden, Van Aanholt ( 68' ( Anderson), Janssen ( 69' ( Kakuta), Cziommer, Hofs, Tsjantoeria, Reis ( 60' ( Hadžić), Qazaishvili ( 71' ( Darri) RESERVEBANK: Van der Sman | Pistoor, ? Tol, Schilder, Schouten ( 56' ( De Lange), Roj, Schwiebbe ( 56' ( Bakkenes), Coster ( 69' ( Burleson), Fafiani ( 56' ( ? Tol), Kramer ( 56' ( Kuwas), Tuyp ( 71' ( Bok), Marengo RESERVEBANK: Van Gelderen |  |
| Stadion: Sportpark Schuytgraaf, Arnhem |                                                   |           |             | Room, Vink, Morais ( 46' ( Berends), Van der Heijden, Van Aanholt ( 68' ( Anderson), Janssen ( 69' ( Kakuta), Cziommer, Hofs, Tsjantoeria, Reis ( 60' ( Hadžić), Qazaishvili ( 71' ( Darri) RESERVEBANK: Van der Sman | Pistoor, ? Tol, Schilder, Schouten ( 56' ( De Lange), Roj, Schwiebbe ( 56' ( Bakkenes), Coster ( 69' ( Burleson), Fafiani ( 56' ( ? Tol), Kramer ( 56' ( Kuwas), Tuyp ( 71' ( Bok), Marengo RESERVEBANK: Van Gelderen |  |
| Stadion: Sportpark Schuytgraaf, Arnhem |                                                   |           |             | Room, Vink, Morais ( 46' ( Berends), Van der Heijden, Van Aanholt ( 68' ( Anderson), Janssen ( 69' ( Kakuta), Cziommer, Hofs, Tsjantoeria, Reis ( 60' ( Hadžić), Qazaishvili ( 71' ( Darri) RESERVEBANK: Van der Sman | Pistoor, ? Tol, Schilder, Schouten ( 56' ( De Lange), Roj, Schwiebbe ( 56' ( Bakkenes), Coster ( 69' ( Burleson), Fafiani ( 56' ( ? Tol), Kramer ( 56' ( Kuwas), Tuyp ( 71' ( Bok), Marengo RESERVEBANK: Van Gelderen |  |
|                                        |                                                   |           |             | | |  |

| woensdag 10 oktober 2012, 18:00                                           | AGOVV Apeldoorn | 1-2 (0-0) | Vitesse                  | Opstelling AGOVV Apeldoorn | Opstelling Vitesse |  |
| Stadion: Sportpark de Adelaar, Ermelo Toeschouwers: 150 Arbiter: Manschot | John 82'        |           | 56' Reis 76' (pen.) Hofs | Oosterhof, De Corte ( 65' ( Evers), Reekers, Tissingh ( 65' ( Scala), Pinarci ( 65' ( Schulmeister), Bakx ( 65' ( Hofland), Kaak, Receveur ( 65' ( Cruz Vicente), Laghmouchi ( 65' ( John), Fischer, Kortzorg ( 65' ( Bloemendaal) | Room, Aksentijević, Van der Heijden, Van Aanholt, Yasuda, Janssen , Hofs, Kakuta ( 89' ( Hadžić), Cziommer ( 82' ( Vink), Qazaishvili, Reis ( 64' ( Hamdaoui) RESERVEBANK: Velthuizen, Berends, Van de Streek, Wormgoor |  |
| Stadion: Sportpark de Adelaar, Ermelo Toeschouwers: 150 Arbiter: Manschot |                 |           |                          | Oosterhof, De Corte ( 65' ( Evers), Reekers, Tissingh ( 65' ( Scala), Pinarci ( 65' ( Schulmeister), Bakx ( 65' ( Hofland), Kaak, Receveur ( 65' ( Cruz Vicente), Laghmouchi ( 65' ( John), Fischer, Kortzorg ( 65' ( Bloemendaal) | Room, Aksentijević, Van der Heijden, Van Aanholt, Yasuda, Janssen , Hofs, Kakuta ( 89' ( Hadžić), Cziommer ( 82' ( Vink), Qazaishvili, Reis ( 64' ( Hamdaoui) RESERVEBANK: Velthuizen, Berends, Van de Streek, Wormgoor |  |
| Stadion: Sportpark de Adelaar, Ermelo Toeschouwers: 150 Arbiter: Manschot |                 |           |                          | Oosterhof, De Corte ( 65' ( Evers), Reekers, Tissingh ( 65' ( Scala), Pinarci ( 65' ( Schulmeister), Bakx ( 65' ( Hofland), Kaak, Receveur ( 65' ( Cruz Vicente), Laghmouchi ( 65' ( John), Fischer, Kortzorg ( 65' ( Bloemendaal) | Room, Aksentijević, Van der Heijden, Van Aanholt, Yasuda, Janssen , Hofs, Kakuta ( 89' ( Hadžić), Cziommer ( 82' ( Vink), Qazaishvili, Reis ( 64' ( Hamdaoui) RESERVEBANK: Velthuizen, Berends, Van de Streek, Wormgoor |  |
|                                                                           |                 |           |                          | | |  |

| zaterdag 5 januari 2013, 14:00          | Vitesse                                                                   | 7-0 (2-0) | SC Genemuiden | Opstelling Vitesse | Opstelling SC Genemuiden |  |
| Stadion: KNVB Sportcentrum, Zeist       | Darri 24' Reis 45+1' Hofs 70' Rotman 74' (e.d.) Vink 75' 90' Cziommer 89' |           |               | Room, Van der Struijk ( 46' ( Aksentijević), Kalas ( 46' ( Kasjia), Van der Heijden ( 46' ( Mori), Van Aanholt ( 46' ( Yasuda), Janssen ( 65' ( Qazaishvili), Van Ginkel ( 46' ( Vink), Pröpper ( 46' ( Cziommer), Kakuta ( 46' ( Ibarra), Reis ( 46' ( Havenaar), Darri ( 46' ( Hofs) RESERVEBANK: Velthuizen, Hamdaoui | , Rotman, NN             |  |
| Stadion: KNVB Sportcentrum, Zeist       |                                                                           |           |               | Room, Van der Struijk ( 46' ( Aksentijević), Kalas ( 46' ( Kasjia), Van der Heijden ( 46' ( Mori), Van Aanholt ( 46' ( Yasuda), Janssen ( 65' ( Qazaishvili), Van Ginkel ( 46' ( Vink), Pröpper ( 46' ( Cziommer), Kakuta ( 46' ( Ibarra), Reis ( 46' ( Havenaar), Darri ( 46' ( Hofs) RESERVEBANK: Velthuizen, Hamdaoui | , Rotman, NN             |  |
| Stadion: KNVB Sportcentrum, Zeist       |                                                                           |           |               | Room, Van der Struijk ( 46' ( Aksentijević), Kalas ( 46' ( Kasjia), Van der Heijden ( 46' ( Mori), Van Aanholt ( 46' ( Yasuda), Janssen ( 65' ( Qazaishvili), Van Ginkel ( 46' ( Vink), Pröpper ( 46' ( Cziommer), Kakuta ( 46' ( Ibarra), Reis ( 46' ( Havenaar), Darri ( 46' ( Hofs) RESERVEBANK: Velthuizen, Hamdaoui | , Rotman, NN             |  |
| Bijz.: Besloten wedstrijd, geen publiek |                                                                           |           |               | |                          |  |

| dinsdag 8 januari 2013, 17:00                        | Orihuela CF | 0-7 (0-4) | Vitesse                                                       | Opstelling Orihuela CF | Opstelling Vitesse |  |
| Stadion: Real Club de Golf Campoamor, Orihuela-Costa |             |           | 16' 37' 43' Havenaar 30' Kasjia 59' Darri 78' Hofs 81' Kakuta | , NN                   | Room, Kalas ( 61' ( Aksentijević), Kasjia ( 61' ( Van der Struijk), Van der Heijden ( 61' ( Mori), Yasuda ( 46' ( Van Aanholt), Janssen ( 61' ( Hofs), Van Ginkel ( 61' ( Vink), Cziommer ( 46' ( Pröpper), Qazaishvili ( 46' ( Kakuta), Havenaar ( 46' ( Reis), Ibarra ( 46' ( Darri) |  |
| Stadion: Real Club de Golf Campoamor, Orihuela-Costa |             |           |                                                               | , NN                   | Room, Kalas ( 61' ( Aksentijević), Kasjia ( 61' ( Van der Struijk), Van der Heijden ( 61' ( Mori), Yasuda ( 46' ( Van Aanholt), Janssen ( 61' ( Hofs), Van Ginkel ( 61' ( Vink), Cziommer ( 46' ( Pröpper), Qazaishvili ( 46' ( Kakuta), Havenaar ( 46' ( Reis), Ibarra ( 46' ( Darri) |  |
| Stadion: Real Club de Golf Campoamor, Orihuela-Costa |             |           |                                                               | , NN                   | Room, Kalas ( 61' ( Aksentijević), Kasjia ( 61' ( Van der Struijk), Van der Heijden ( 61' ( Mori), Yasuda ( 46' ( Van Aanholt), Janssen ( 61' ( Hofs), Van Ginkel ( 61' ( Vink), Cziommer ( 46' ( Pröpper), Qazaishvili ( 46' ( Kakuta), Havenaar ( 46' ( Reis), Ibarra ( 46' ( Darri) |  |
|                                                      |             |           |                                                               |                        | |  |

| vrijdag 11 januari 2013, 16:00                       | MC Alger | 0-1 (0-1) | Vitesse    | Opstelling MC Alger | Opstelling Vitesse |  |
| Stadion: Real Club de Golf Campoamor, Orihuela-Costa |          |           | 27' Kakuta | Djemili, Moumen, Babouche, Bachiri, Djeghbala, Ghazi, Kacem, Metref, Yachir, Djallit, Attafen RESERVEBANK: Wissels, bank NN | Room, Kalas ( 81' ( Van der Struijk), Kasjia, Van der Heijden, Van Aanholt, Janssen, Van Ginkel, Cziommer ( 65' ( Havenaar), Ibarra ( 72' ( Qazaishvili), Reis, Kakuta RESERVEBANK: Meerits, Hofs, Mori, Vink, Yasuda |  |
| Stadion: Real Club de Golf Campoamor, Orihuela-Costa |          |           |            | Djemili, Moumen, Babouche, Bachiri, Djeghbala, Ghazi, Kacem, Metref, Yachir, Djallit, Attafen RESERVEBANK: Wissels, bank NN | Room, Kalas ( 81' ( Van der Struijk), Kasjia, Van der Heijden, Van Aanholt, Janssen, Van Ginkel, Cziommer ( 65' ( Havenaar), Ibarra ( 72' ( Qazaishvili), Reis, Kakuta RESERVEBANK: Meerits, Hofs, Mori, Vink, Yasuda |  |
| Stadion: Real Club de Golf Campoamor, Orihuela-Costa |          |           |            | Djemili, Moumen, Babouche, Bachiri, Djeghbala, Ghazi, Kacem, Metref, Yachir, Djallit, Attafen RESERVEBANK: Wissels, bank NN | Room, Kalas ( 81' ( Van der Struijk), Kasjia, Van der Heijden, Van Aanholt, Janssen, Van Ginkel, Cziommer ( 65' ( Havenaar), Ibarra ( 72' ( Qazaishvili), Reis, Kakuta RESERVEBANK: Meerits, Hofs, Mori, Vink, Yasuda |  |
|                                                      |          |           |            | | |  |

## Jong Vitesse/AGOVV 2012/13
In januari 2013 ging de Betaald voetbal organisatie AGOVV Apeldoorn failliet, maar het seizoen 2012/'13 zou ook zonder die gebeurtenis al het laatste seizoen worden van de gecombineerde jeugdopleiding van Vitesse en AGOVV Apeldoorn.
Net als in de voorgaande jaren speelde het elftal haar wedstrijden op Sportpark Walburgen van Vv de Bataven in Gendt, tot de opening van de nieuwe trainingsaccommodatie op Papendal eind februari 2013. Vanaf 18 maart 2013 zou Jong Vitesse haar wedstrijden op het hoofdveld van de nieuwe accommodatie afwerken.

### Staf Jong Vitesse/AGOVV
| Naam                          | Functie        |
| ----------------------------- | -------------- |
| Gerry Hamstra Stanley Menzo*1 | Trainer        |
| Frank Berghuis                | Trainer        |
| Kevin Moeliker                | Keeperstrainer |
| Leo Heere                     | Dokter         |
| Jasper Steens                 | Fysiotherapeut |
| Frank Nab                     | Fysiotherapeut |
| Frits Hartemink               | Materiaalman   |
| Harry Weijde                  | Videoanalist   |
| Toon Hendriks                 | Elftalleider   |

0*1; Vanaf 2 april 2013 richtte Hamstra zich volledig op het her-inrichten van de academie en werden zijn coachings-taken bij Jong Vitesse overgenomen door Menzo. Frank Berghuis bleef de trainingen verzorgen.

### Selectie Jong Vitesse/AGOVV
De selectie van Jong Vitesse/AGOVV in het seizoen 2012/13 staat in de onderstaande tabel. Bij de wedstrijden in de beloftencompetitie en -beker kon deze selectie worden aangevuld met spelers uit het eerste elftal die weinig of geen speeltijd in de eigen competitie gehad hadden.
| Nr. | Naam                       | Positie      |
| --- | -------------------------- | ------------ |
| 28  | Sebastiaan van der Sman    | Keeper       |
| 31  | Lars van Roon*4            | Verdediger   |
| 32  | Just Berends               | Verdediger   |
| 33  | Anderson Santos da Vitória | Verdediger   |
| 34  | Sander van de Streek*6     | Middenvelder |
| 35  | Adnane Tighadouini*2       | Aanvaller    |
| 36  | Irfan Hadžić*5             | Aanvaller    |
| 40  | Mike Vreekamp              | Middenvelder |
| 41  | Nando Wormgoor             | Verdediger   |
| 42  | Martin van Barneveld       | Keeper       |
| 43  | Alex Santos da Vitória     | Verdediger   |
| 44  | Brahim Darri*3             | Aanvaller    |
| 45  | Gino Bosz                  | Middenvelder |
| 46  | Elmo Lieftink              | Middenvelder |
| 47  | Mohamed Hamdaoui           | Aanvaller    |
| 48  | Jeroen Houwen              | Keeper       |
| 49  | Mathew Morais              | Verdediger   |
| 50  | Alexander Büttner*1        | Verdediger   |

0*1 Büttner werd in de voorbereiding op het seizoen 2012/13 ondergebracht bij Jong Vitesse nadat zijn transfer naar Southampton FC op het laatste moment was afgeketst. Op 21 augustus 2012 maakte Büttner een transfer naar Manchester United FC.

0*2 Op 27 augustus 2012 werd bekend dat Tighadouini werd verhuurd aan SC Cambuur.

0*3 Darri werd gedurende het seizoen door Vitesse zowel tot de selectie van het eerste elftal als tot de selectie van Jong Vitesse/AGOVV gerekend.

0*4 Van Roon stapte in januari 2013 over naar Jong De Graafschap.

0*5 Hadžić maakte in januari 2013 de overstap naar NK Inter Zaprešić.

0*6 Van de Streek werd in februari 2013 verhuurd aan FC Flora Tallinn.